# Presidenza di Joe Biden
La presidenza di Joe Biden è iniziata a mezzogiorno del 20 gennaio 2021, quando, immediatamente dopo la conclusione della formula di giuramento officiata dal presidente della Corte Suprema John G. Roberts, Joe Biden è diventato il 46º presidente degli Stati Uniti d'America, succedendo a Donald Trump, ed è terminata il 20 gennaio 2025 con l'entrata in carica del successore Donald Trump, al suo secondo mandato. 
Lo stesso giorno, sempre dopo la formula di giuramento, Kamala Harris ha assunto la carica di vicepresidente, diventando la prima donna afroamericana ad esercitare tale ruolo.
Biden è stato la persona più anziana a diventare presidente, avendo 78 anni e due mesi al momento del suo insediamento (20 gennaio 2021), superando il primato stabilito dal suo predecessore Donald Trump (di 70 anni e 7 mesi il 20 gennaio 2017). 
Alla scadenza del suo mandato, il 20 gennaio 2025, gli è succeduto nuovamente Donald Trump, eletto a una seconda presidenza non consecutiva e che pertanto, a 78 anni e 7 mesi, ha ristabilito il nuovo primato di anzianità.

## Antefatti e insediamento

### Elezioni presidenziali del 3 novembre 2020
Nell’aprile 2019 Biden, già senatore per lo stato del Delaware dal 1972 al 2009 e vicepresidente degli Stati Uniti dal 2009 al 2017 durante la presidenza di Barack Obama, ha annunciato tramite un videomessaggio che si sarebbe candidato alla presidenza.
Nell'agosto 2020 Biden, in qualità di candidato presidenziale per il Partito Democratico, ha annunciato di aver scelto Kamala Harris come candidata alla vicepresidenza.
Il 7 novembre 2020, quattro giorni dopo il giorno delle elezioni presidenziali, è stato annunciato come vincitore; all'età di 78 anni, risulta il più anziano presidente americano mai eletto.
Nonostante ciò, il presidente uscente Donald Trump, sfidante di Biden, ha promesso diverse azioni legali, poiché secondo lui ci sono stati pesanti brogli.

### Periodo di transizione

Emblema del presidente eletto Joe Biden

Sebbene Biden venne riconosciuto il 7 novembre come vincitore, il capo dell'amministrazione dei servizi generali Emily Murphy si rifiutò di avviare la transizione del Presidente-eletto, negando così fondi e spazi per gli uffici alla sua squadra.  Il 23 novembre, dopo che il Michigan ha certificato i suoi risultati, Murphy ha emesso una lettera di accertamento in cui ha garantito al team di transizione di Biden l'accesso ai fondi federali e alle risorse per una transizione ordinata.
Il 9 novembre, due giorni dopo essere diventato il Presidente-eletto, Biden ha annunciato la formazione di una task per constratare la pandemia di COVID-19 durante la transizione, co-presieduta dall'ex chirurgo generale Vivek Murthy, dall'ex commissario della FDA David A. Kessler e Marcella Nunez-Smith della Yale University.
L'11 novembre Biden ha scelto Ron Klain (già capo del personale di Biden durante la sua vicepresidenza) come capo dello staff della Casa Bianca.
Il 17 novembre 2020 Biden ha annunciato di aver scelto Mike Donilon come consulente anziano e Steve Riccheti come consigliere. Jennifer O'Malley Dillon, già responsabile della campagna presidenziale di Biden, è stata nominata vice capo del personale.
Il 23 novembre Biden ha scelto John Kerry come consigliere per il clima, Alejandro Mayorkas come segretario della sicurezza interna e Avril Haines come direttore dell'intelligence nazionale.
Il 5 gennaio 2021, dopo le elezioni in Georgia per scegliere i suoi del Senato degli Stati Uniti, il Partito Democratico ne acquisisce il controllo, ottenendo la maggioranza ad ambedue le camere.
Il 6 gennaio 2021 Biden ha annunciato di aver scelto Merrick Garland come Procuratore Generale. Lo stesso giorno all’interno del Campidoglio fanno irruzione dei manifestanti pro-Trump, durante la sessione di proclamazione del presidente eletto. La sessione viene immediatamente interrotta, i parlamentari e il vicepresidente Mike Pence vengono fatti evacuare e l’edificio viene blindato; cinque persone muoiono negli scontri a fuoco o nella calca.

### Cerimonia d'insediamento
Prima della cerimonia di insediamento, Biden si è recato, assieme a consorte e figli, nella cattedrale di San Matteo a Washington per assistere alla Santa Messa.

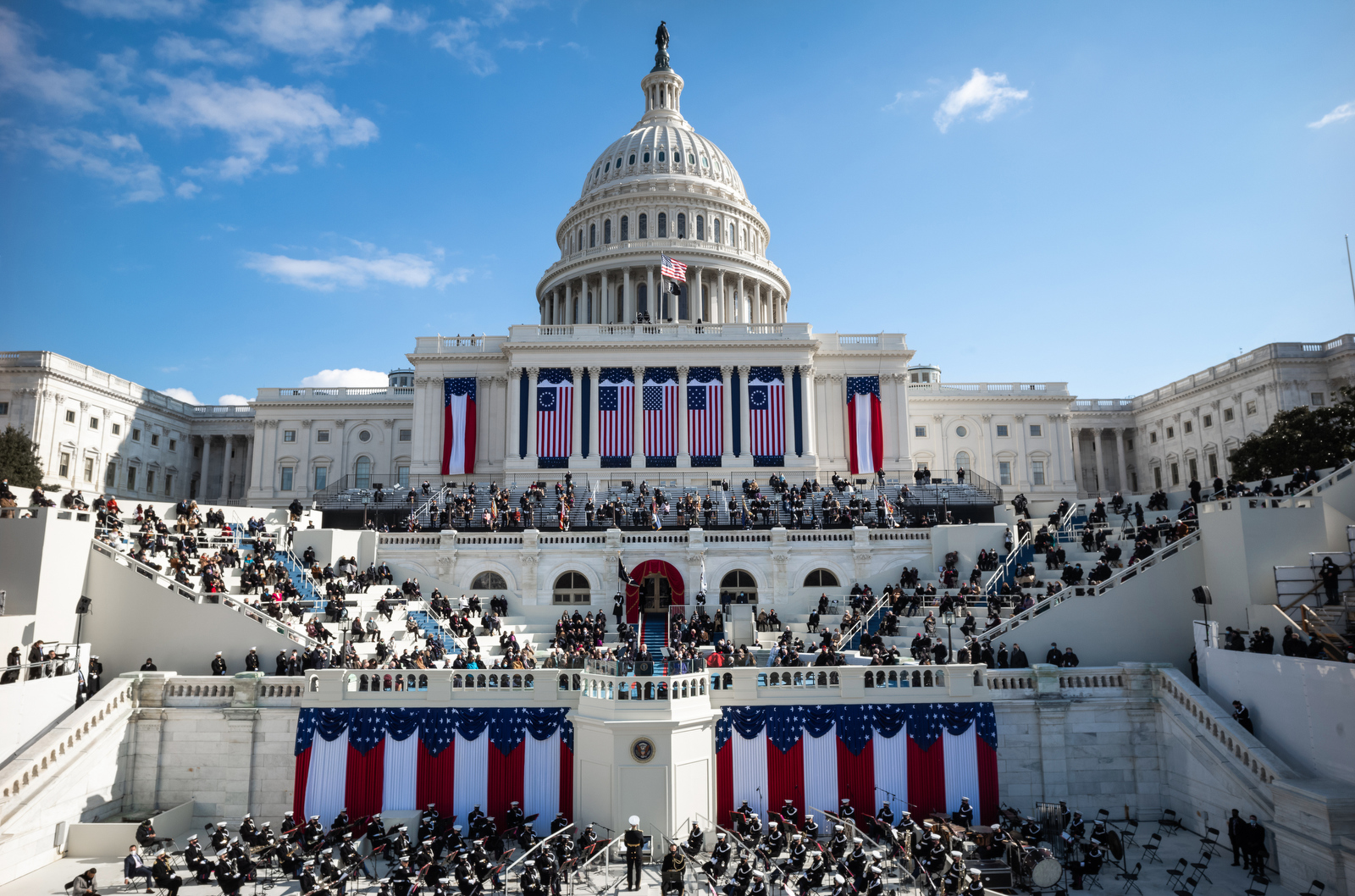
La cerimonia di insediamento di Joe Biden sulla scalinata ovest del Campidoglio

La cerimonia vera e propria è iniziata circa alle 9:30 a.m.; uno dei primi eventi è stata l'esibizione della nota cantante Lady Gaga nell'inno nazionale statunitense, The Star-Spangled Banner. Prima del giuramento della Vicepresidente Kamala Harris, che si è svolto alle 11:30 e presieduto dalla giudice Sonia Sotomayor, la poetessa afroamericana Amanda Gorman ha letto una delle sue note poesie "La collina che saliamo" (The hill we climb), divenendo la più giovane poetessa invitata a leggere ad un insediamento presidenziale. Poi, Jennifer Lopez ha cantato la canzone patriottica This Land Is Your Land e, subito dopo, alle ore 11.49 il Presidente della Corte Suprema John G. Roberts ha amministrato il giuramento presidenziale a Joe Biden, undici minuti prima dell'inizio formale del suo mandato.
Dopo il tradizionale discorso d'insediamento, durato 21 minuti, il Presidente e la Vicepresidente si recano al cimitero nazionale di Arlington per rendere omaggio ai caduti; poi il Presidente e la Consorte sono stati accompagnati alla Casa Bianca con una parata e si sono ufficialmente stabiliti nella residenza ufficiale.
Alla cerimonia non era presente per la prima volta il Presidente uscente, erano però presenti gli ex presidenti Barack Obama, George W. Bush e Bill Clinton con le loro consorti. Il Presidente Jimmy Carter e la moglie Rosalynn Carter non sono potuti essere presenti alla cerimonia, ma hanno entrambi augurato buon lavoro a Biden e alla sua amministrazione.

#### Discorso inaugurale
Il discorso inaugurale di Biden ha avuto come tema centrale l'unità della nazione ma ha anche toccato altri temi come i conflitti economici, i cambiamenti climatici, il razzismo e la pandemia di COVID-19, che a gennaio 2021 era ancora al culmine negli USA; Biden ha inoltre chiesto la fine delle divisioni interne da lui definite come una  "guerra incivile" citando che, nei momenti più difficili della storia statunitense come la Grande Depressione, le guerre mondiali e gli attacchi dell'11 settembre, il popolo è stato sempre unito. Ha esplicitamente denunciato la supremazia bianca, definendola una "brutta realtà" della vita americana e come un offuscamento dell'ideale americano stabilito nella Dichiarazione d'Indipendenza degli Stati Uniti e del sogno americano. Alla conclusione del discorso, Biden ha chiesto un momento di silenzio per commemorare tutti coloro che sono morti a causa della pandemia di COVID-19 e ha citato la composizione di Gene Scheer intitolata "Inno americano" (American anthem) chiedendo agli americani di proteggere "la libertà, la democrazia, la speranza, la verità e la giustizia", ammonendo al fatto che le future generazioni li avrebbero giudicati in base alle loro azioni.

## Politiche

### Affari interni

#### Economia

##### American Rescue Plan Act

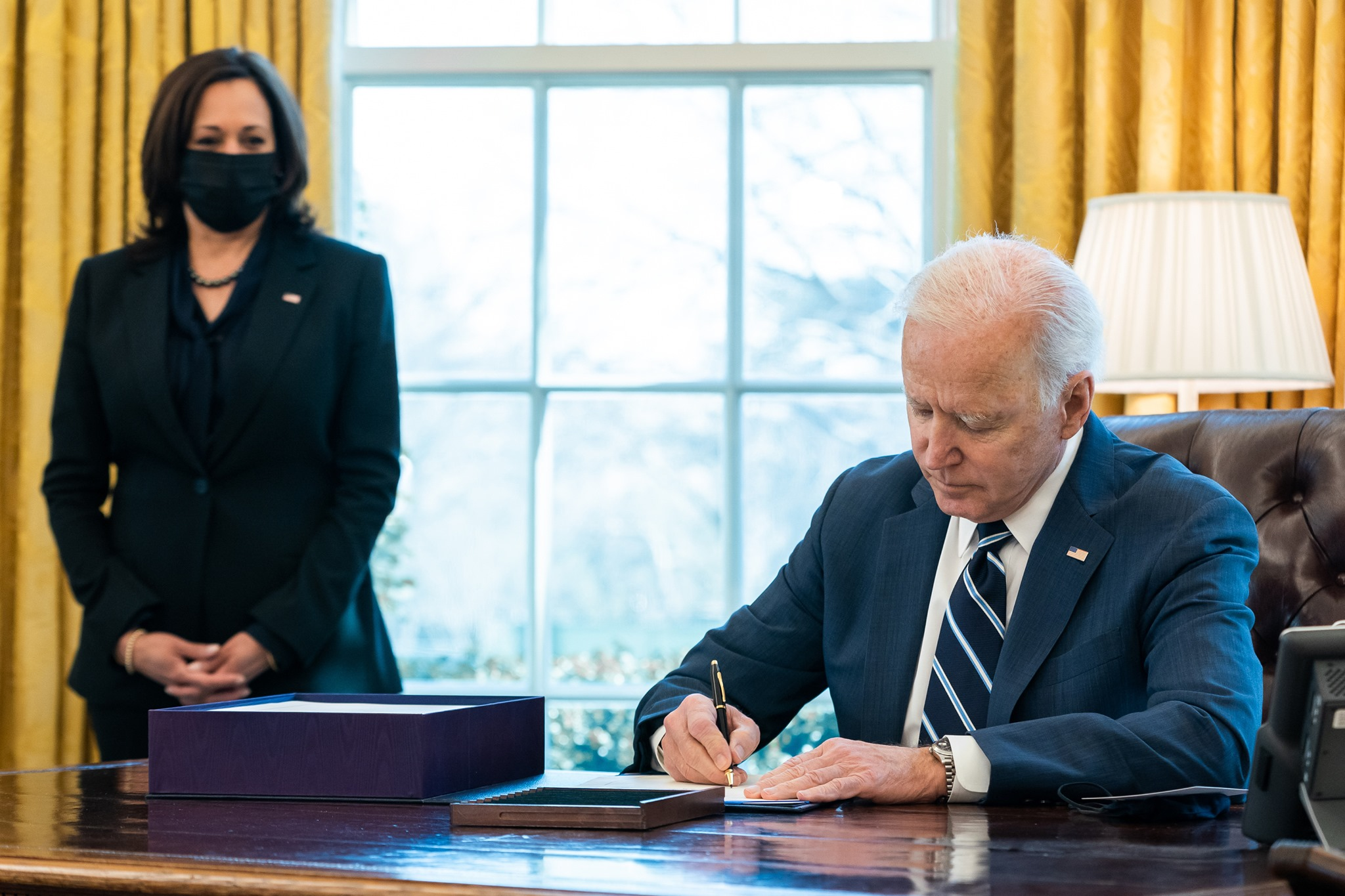
Biden firma l'American Rescue Plan

Il 14 gennaio 2021, Biden ha annunciato che tra i primi atti da presidente avrebbe stanziato 1,9 bilioni di dollari per un piano denominato "American Rescue Plan", comprendente anche 1 bilione di dollari di aiuti diretti (inclusi assegni da 1400 dollari per persona) facilitando l'accesso a servizi di assistenza sanitaria, aumentando il salario minimo, estendendo l'assicurazione contro la disoccupazione e stanziando fondi di emergenza per le famiglie con bambini e ai lavoratori senza figli. Il piano include inoltre 440 miliardi di dollari di "sostegno comunitario", 350 miliardi di dollari di sostegno comunitario ai pronto soccorso e a piccole e medie imprese, 400 miliardi di dollari per un piano nazionale di vaccinazione e riaperture scolastiche e 10 miliardi di dollari per modernizzare l'infrastruttura di sicurezza informatica federale.

##### Produzione domestica
Biden il 26 gennaio 2021 ha firmato un decreto per incentivare le sedi del governo federale a comprare prodotti totalmente o in parte fabbricati negli Stati Uniti.

##### Commercio
Nel marzo 2021, nella sua prima intervista da quando è entrata in carica, la rappresentante per il commercio degli Stati Uniti Katherine Tai ha dichiarato al Wall Street Journal che: "Gli Stati Uniti non aumenteranno i dazi sulle importazioni cinesi nel prossimo futuro"; tuttavia, non sembra esserci intenzione di abrogare i dazi.
Il 29 marzo 2021, in seguito al crescendo di violenze da parte della giunta militare nei confronti dei manifestanti pro-democrazia, gli Stati Uniti hanno interrotto ogni relazione commerciale e diplomatica con la Birmania fino a quanto, come affermato dalla già citata Katherine Tai. sarebbe ritornato un governo democraticamente eletto.

#### Sanità
L'amministrazione Biden ha abrogato dei requisiti di lavoro per accedere al Medicaid.  L'amministrazione ha inoltre iniziato un periodo di iscrizione speciale all'Affordable Care Act, oltre a prolungare il normale periodo di iscrizione.

##### COVID-19

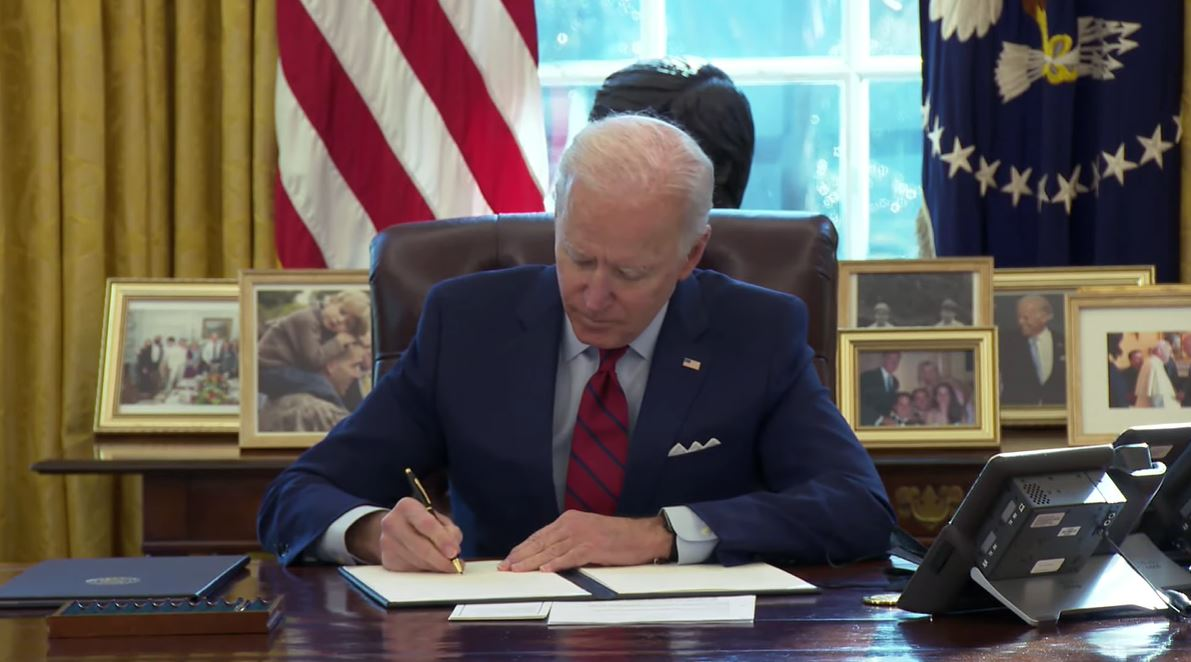
Il presidente Biden firma una serie di ordini esecutivi tra cui l'ordine 13991 poco dopo la sua inaugurazione il 20 gennaio 2021

Come primo atto della sua presidenza, Biden ha firmato il 20 gennaio 2021 l'ordine esecutivo 13991 che impone l'uso della mascherina su tutte le proprietà ed edifici federali.

#### Immigrazione
Il 20 gennaio 2021, Biden ha interrotto la costruzione della barriera di separazione tra Stati Uniti d'America e Messico e ha posto fine allo stato di emergenza nazionale correlato, dichiarato da Trump nel febbraio 2018; inoltre ha abrogato definitivamente il muslim ban, che impediva a cittadini di alcuni stati della sfera musulmana considerati ad alto rischio terroristico di entrare negli Stati Uniti.  Il giorno seguente, Biden ha avuto una telefonata con il presidente messicano Andrés Manuel López Obrador, in cui hanno discusso di immigrazione.  Secondo un rapporto dell'Associated Press, López Obrador ha fatto notare a Biden che egli ha promesso stanziamenti da 4 miliardi di dollari per "aiutare lo sviluppo in Honduras, El Salvador e Guatemala, nazioni le cui difficoltà hanno generato ondate migratorie attraverso il Messico verso gli Stati Uniti".
Il 21 gennaio 2021, Biden ha proposto un disegno di legge che, se approvato, sostituirebbe la parola "straniero" con "non cittadino" nella legge sull'immigrazione degli Stati Uniti.
Il 23 gennaio 2021, Biden ha proposto un disegno di legge sull'immigrazione che mira ad offrire un percorso verso la cittadinanza ad undici milioni di immigrati che vivono negli Stati Uniti senza uno status legale permanente; il disegno di legge, inoltre, renderebbe più facile la permanenza negli Stati Uniti per alcuni lavoratori stranieri-
Nel marzo 2021, l'amministrazione Biden ha concesso lo status di protezione temporanea ai venezuelani in fuga dal paese a causa crisi politica ed economica in corso.
Il 5 ottobre 2023 Biden annuncia che verranno ripresi i lavori per la costruzione di altri 32 km della barriera di separazione tra Stati Uniti d'America e Messico in risposta alla crisi migratoria utilizzando i fondi stanziati nel 2019 dall'amministrazione Trump.

##### Immigrati minori non accompagnati

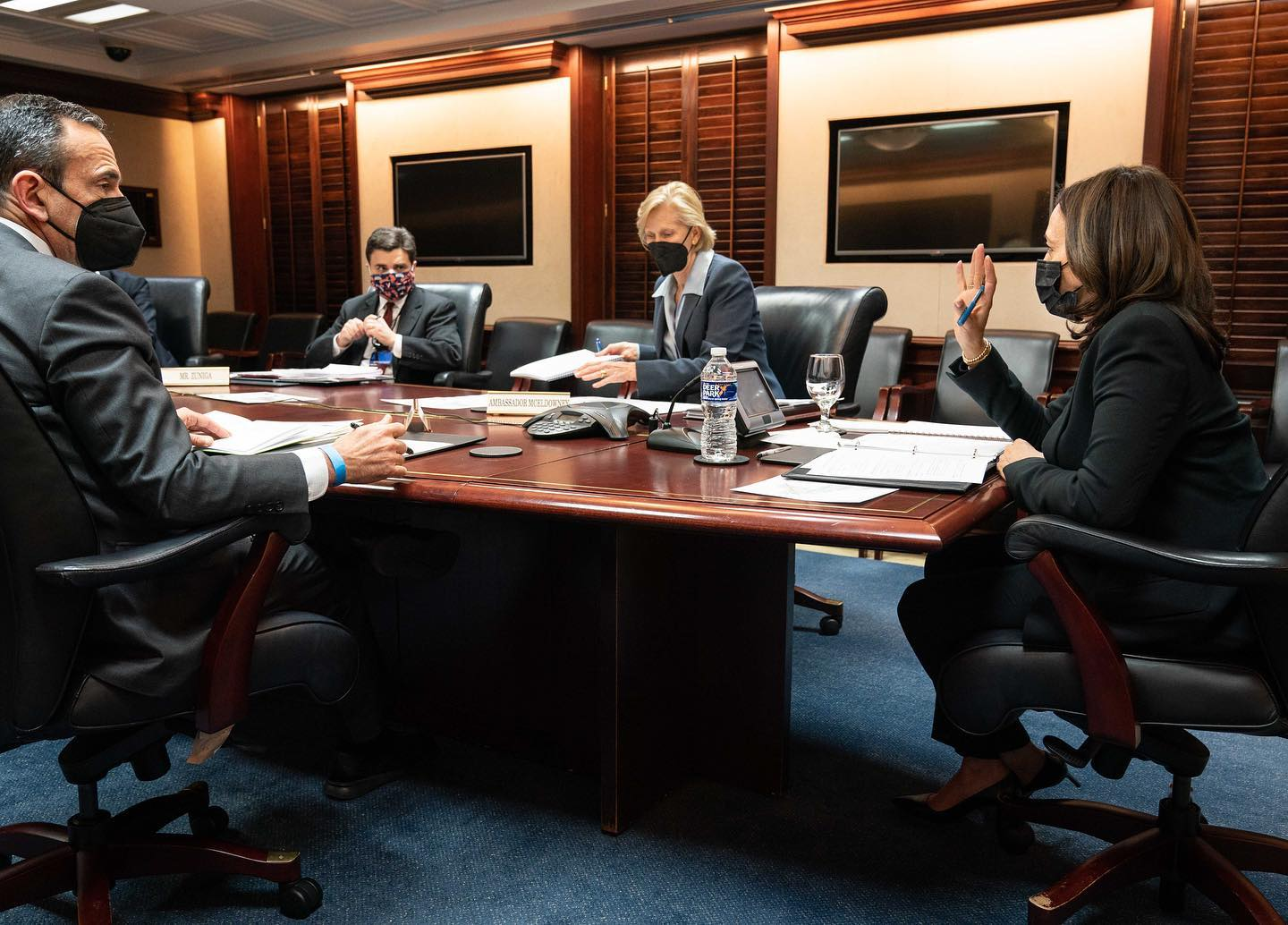
Il vicepresidente Kamala Harris incontra l'inviato speciale del Dipartimento di Stato Ricardo Zúñiga e altri funzionari sull'ondata di migranti dall'America centrale.

Il numero di migranti minori non accompagnati in arrivo negli Stati Uniti dall'America centrale è aumentato dall'aprile 2020 a causa delle continue violenze, dei disastri naturali e della povertà nella regione.  Nel febbraio 2021, la pattuglia di frontiera degli Stati Uniti ha riportato un aumento del 61% degli incontri con minori non accompagnati rispetto al mese precedente, costituendo il più grande aumento da quando la US Customs and Border Protection ha iniziato a registrare i dati nel 2010. A tal proposito Biden ha incaricato la Vicepresidente Harris di ridurre il numero di minori non accompagnati e di guidare negoziati con Messico, Honduras, Guatemala ed El Salvador.

#### Controllo delle armi

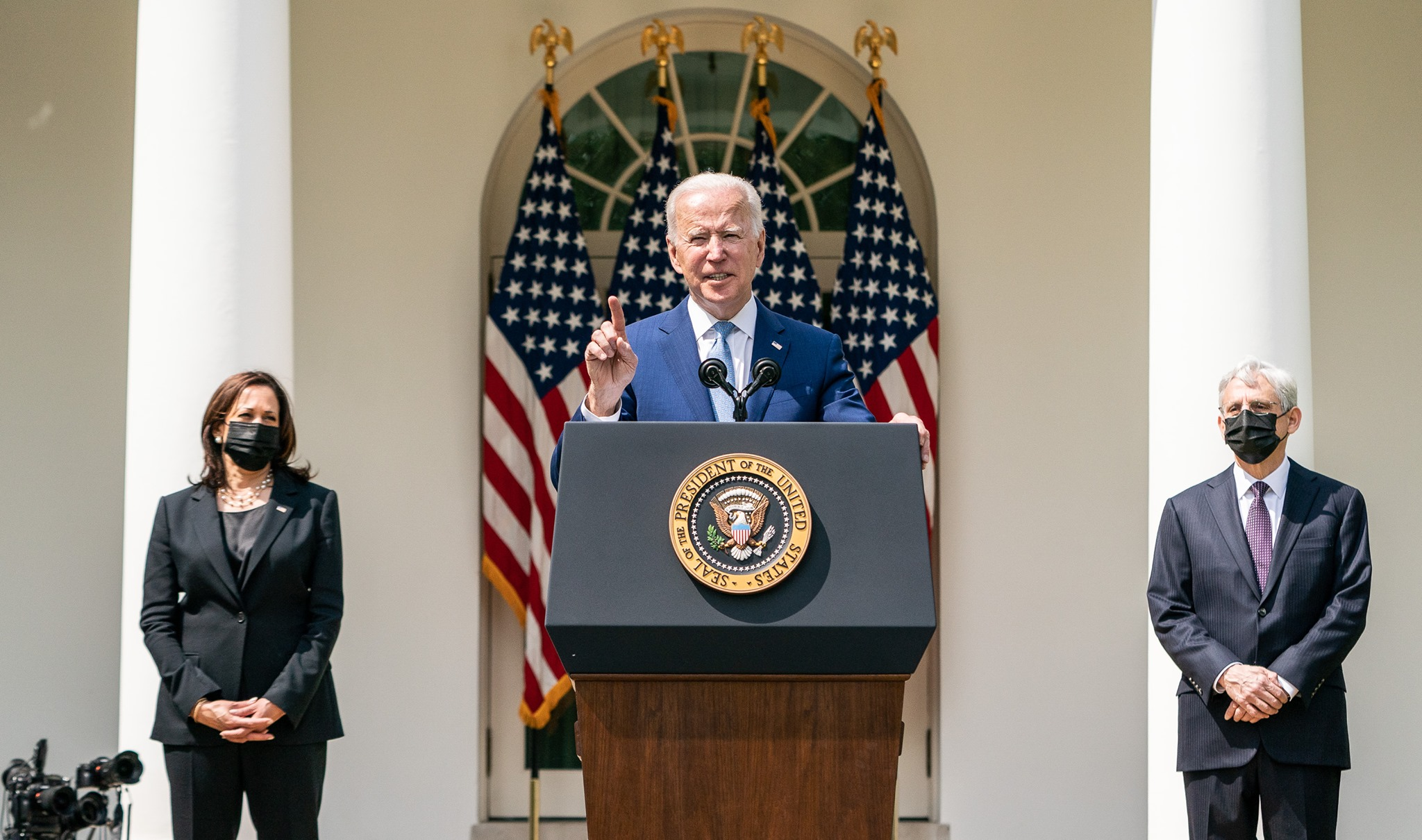
Il presidente Biden annuncia nuovi ordini esecutivi sul controllo delle armi con la Vicepresidente Kamala Harris e il procuratore generale Merrick Garland nel giardino delle rose della Casa Bianca (8 aprile 2021)

Dopo numerose sparatorie nell'arco di pochi giorni avvenute sull'intero territorio nazionale statunitense, Biden ha definito nel marzo 2021 le armi come un'epidemia, chiedendone la regolamentazione e delegando il Congresso di fare un rapporto sul loro uso dal 2000 ad oggi.

#### Ambiente e lotta ai cambiamenti climatici

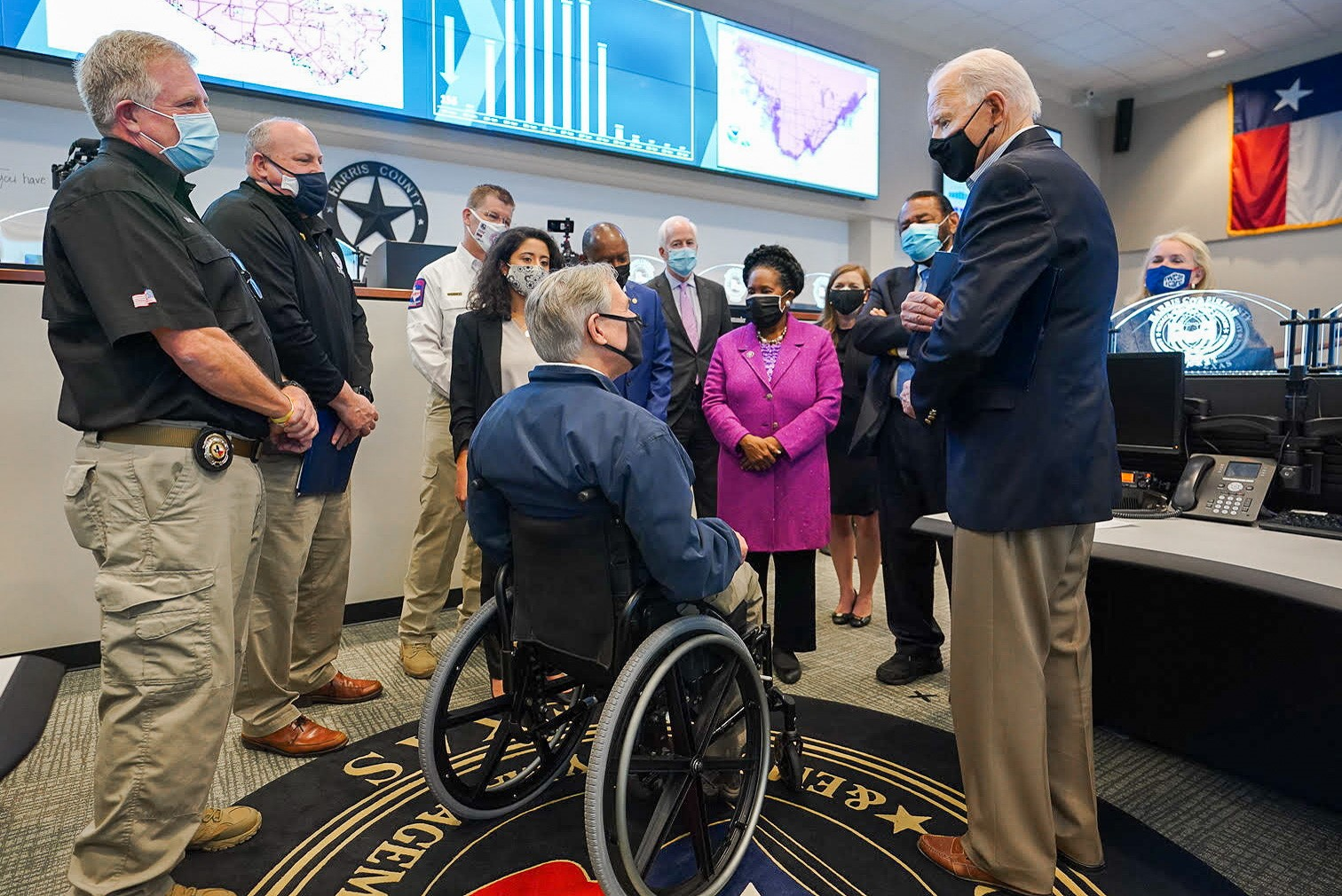
Il Presidente Biden e il Governatore del Texas Greg Abbott visitano l'Harris County Emergency Operations Center a Houston in seguito ad una grave crisi energetica.

Il 20 gennaio 2021, Biden ha firmato un ordine esecutivo che fa rientrare gli Stati Uniti negli accordi di Parigi sui cambiamenti climatici.  Lo stesso giorno, Biden ha firmato anche un ordine esecutivo per bloccare la costruzione del gasdotto Keystone XL (estensione del già presente Keystone); il gasdotto è stato pesantemente criticato da attivisti e gruppi ambientalisti per l'impatto sulla natura e dalle comunità native americane. In seguito, però, la TC Energy (società che gestiva l'oleodotto e la sua costruzione) è stata costretta a licenziare più di mille lavoratori tra Canada e Stati Uniti; il 18 marzo 2021, a tal proposito, i procuratori generali di 21 stati hanno citato in giudizio l'amministrazione Biden, con l'accusa di "aver superato le competenze per regolamentare il commercio interstatale". 
Il 27 gennaio 2021, Biden ha firmato una serie di ordini esecutivi volte a combattere i cambiamenti climatici, definendolo come un fattore chiave per la sicurezza nazionale e la politica estera.
Biden, nel tentativo di incoraggiare l'adesione degli Stati Uniti all'emendamento di Kigali, un accordo internazionale volto a ridurre la produzione di idrofluorocarburi, ha firmato un ordine esecutivo per portare al Senato la proposta di adesione.
Il 27 marzo 2021, Biden ha invitato più di quaranta leader mondiali per un vertice sul clima, tra cui quelli di Cina e Russia.

#### Infrastrutture e trasporti
Come parte dell'American Jobs Plan, l'amministrazione Biden mira a una spesa massiccia per il miglioramento, il consolidamento e la costruzione di infrastrutture di oltre 2 miliardi di dollari.
Un'analisi di Moody's  ha rilevato che i piani infrastrutturali di Biden creerebbero 18,6 milioni di posti di lavoro e aumenterebbero il reddito medio americano di 4.800 dollari durante il suo mandato. L'analisi ha anche rilevato un aumento della crescita economica a lungo termine, attribuibile alle dimensioni della forza lavoro e alla produttività derivante dall'espansione dell'istruzione pubblica, dell'assistenza sanitaria per gli anziani e del congedo familiare retribuito.

#### Contrasto alle discriminazioni
Fra i primi ordini esecutivi, molti riguardavano la lotta alle discriminazioni: secondo il New York Times, le prime azioni di Biden in carica si sono concentrate sull'uguaglianza razziale più di qualsiasi presidente da Lyndon Johnson che ha approvato il Civil Rights Act (voluto da John Fitzgerald Kennedy) del 1964.
Il 25 gennaio 2021, Biden ha revocato il divieto ai transgender di far parte dell'esercito.
Il 26 gennaio 2021, Biden ha ordinato al Dipartimento di Giustizia di ridurre il loro uso di prigioni private e ha ordinato al procuratore generale di non rinnovare i contratti con le prigioni private, citando la necessità di "ridurre gli incentivi basati sul profitto" per l'incarcerazione delle minoranze razziali.

#### Spazio
Il 4 febbraio 2021, la Casa Bianca ha annunciato che avrebbe utilizzato il National Space Council, anziché il National Security Council, per coordinare le politiche spaziali commerciali, civili e militari.
Nella conferenza stampa del 4 febbraio 2021, la portavoce della Casa Bianca Jen Psaki ha riferito il sostegno dell'amministrazione Biden al programma Artemis per rimandare l’uomo sulla Luna (l'ultima volta è stata nel 1972).
Il 19 marzo 2021, Biden ha annunciato la sua intenzione di nominare Bill Nelson come amministratore della NASA, andando a sostituire Jim Bridenstine.
Il 9 aprile 2021, Biden ha proposto 24,7 miliardi di dollari da riservare alla NASA nel 2022 (includenti finanziamenti al già citato programma Artemis), con un aumento di 1,5 miliardi di dollari rispetto a quanto il Congresso ha stanziato per il 2021.

### Affari esteri

#### Difesa

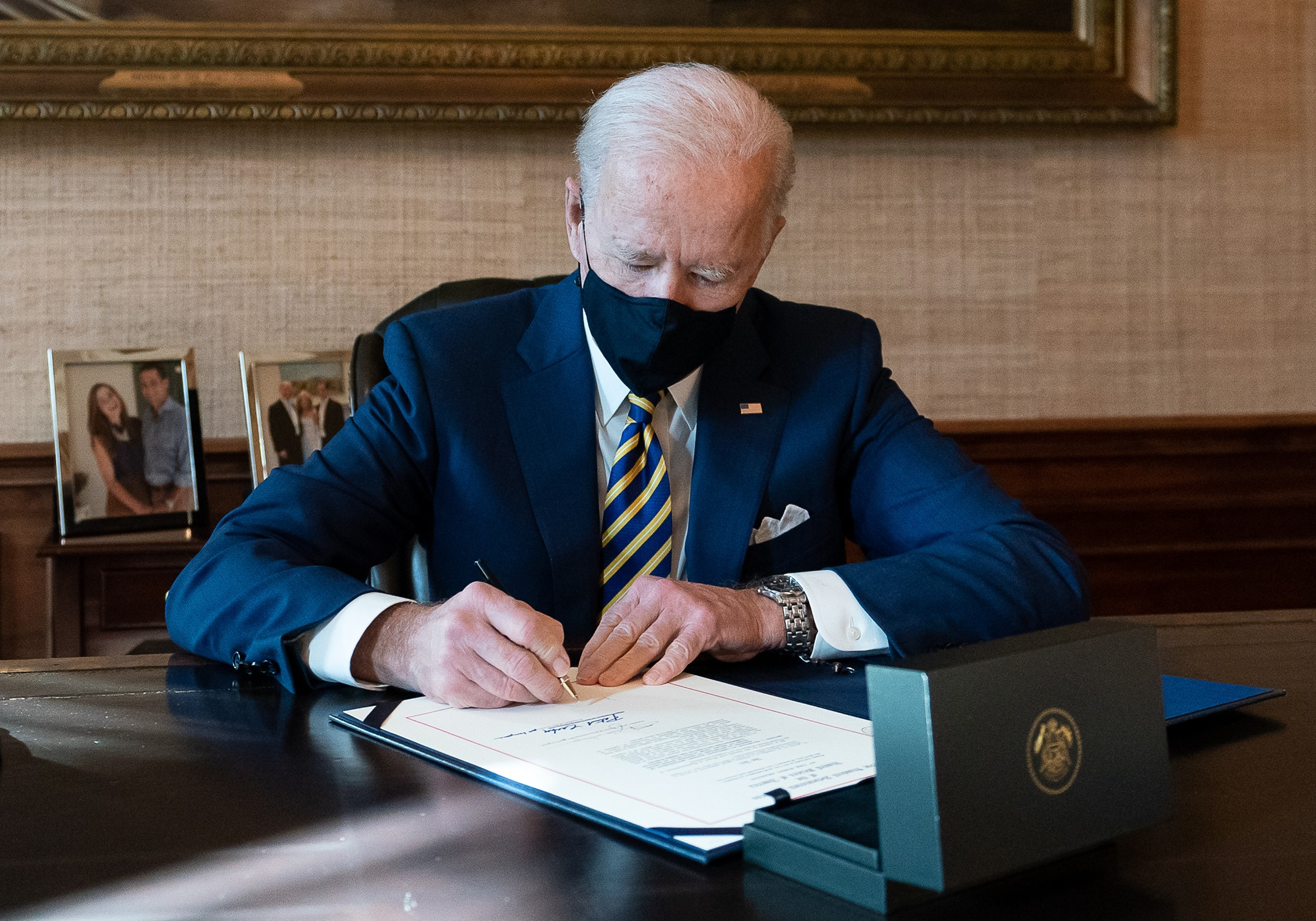
Biden firma la legge H.R. 335

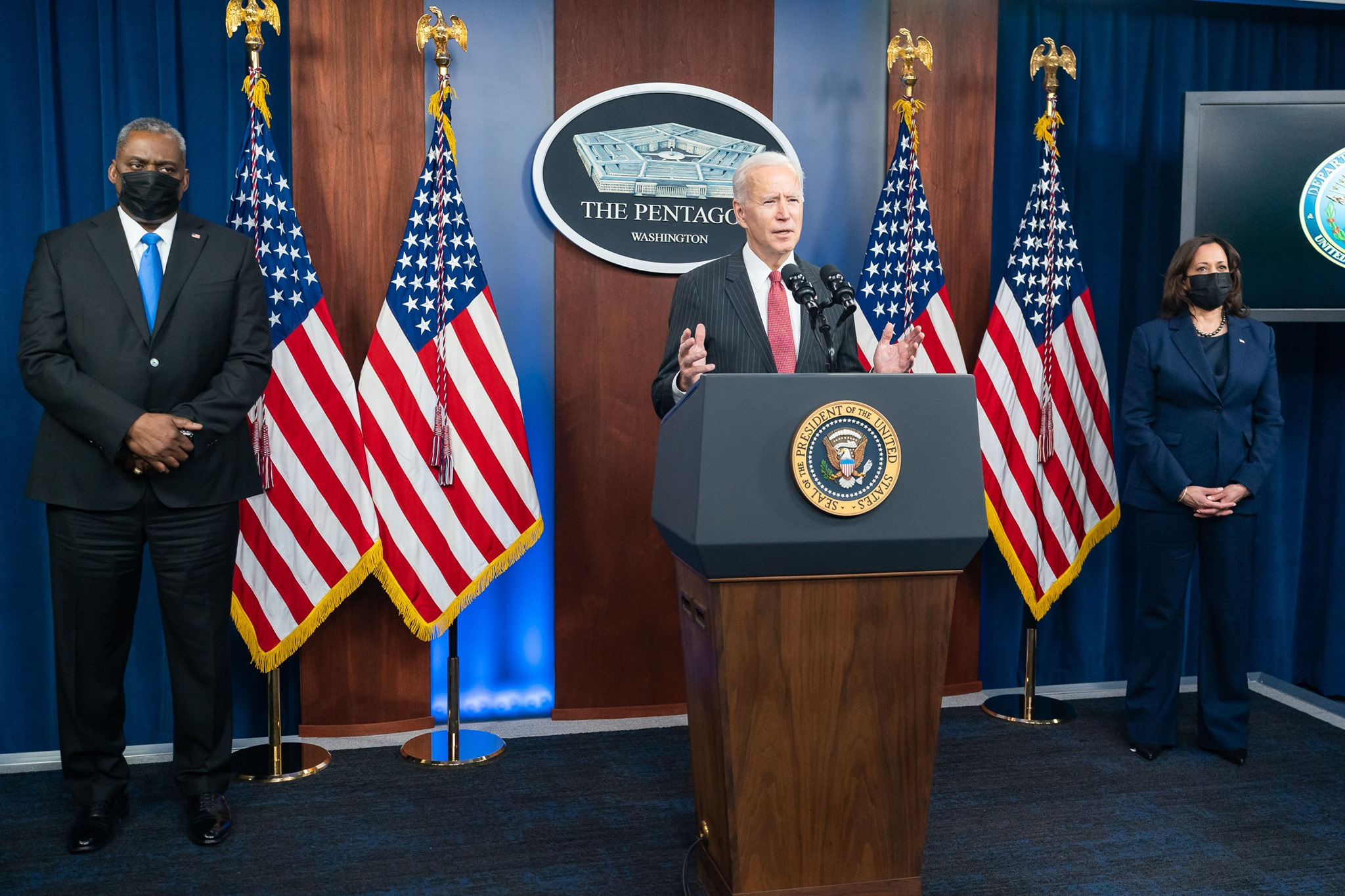
Biden interviene al Pentagono, sede del Dipartimento per la Difesa

Il 22 gennaio 2021, Biden, con la legge H.R. 335 deroga temporaneamente la legge che impedisce la nomina di un Segretario della Difesa che, negli ultimi sette anni, era stato in servizio attivo nelle forze armate per consentire la nomina del generale Lloyd Austin; è la terza volta nella storia che ciò accade.
Il 10 febbraio 2021, Biden ha visitato per la prima volta il Pentagono come Presidente, cogliendo l'occasione per annunciare un tavolo tecnico guidato dal Dipartimento della Difesa per "fornire una valutazione di base delle politiche, dei programmi e dei processi del Dipartimento in relazione alla sfida della Cina".

#### Cina
Biden ha detto che gli Stati Uniti devono essere duri con la Cina, ribadendo il fatto che bisogna costruire "un fronte unito di alleati per affrontare i comportamenti abusivi e le violazioni dei diritti umani in Cina", descrivendola come il concorrente più serio "in grado di minacciare la prosperità, la sicurezza e i valori democratici degli Stati Uniti".
Il Segretario di Stato Antony Blinken ha affermato che i precedenti approcci morbidi con la Cina erano sbagliati e che il predecessore di Biden, Donald Trump, ha fatto bene ad adottare un approccio più duro, approvando il rapporto dell'ex Segretario di Stato Mike Pompeo secondo cui la Cina sta commettendo un genocidio contro la minoranza dei musulmani uiguri.
Nel marzo 2021, il segretario di Stato Antony Blinken, il consigliere per la sicurezza nazionale Jake Sullivan e altri funzionari dell'amministrazione si sono incontrati in Alaska con il membro del Politburo del Partito Comunista Cinese Yang Jiechi, il ministro degli esteri cinese Wang Yi e altri funzionari cinesi. Nell'incontro, vi sono stati numerosi accesi scambi di opinioni sulle violazioni dei diritti umani in Cina., sulle minacce contro Taiwan, sulla repressione degli Uiguri nello Xinjiang e sulla repressione delle proteste ad Hong Kong; la delegazione cinese ha ribadito che: "Gli Stati Uniti non hanno le qualifiche per parlare alla Cina da una posizione di forza".
Nell'aprile 2021, è stato riferito che l'amministrazione Biden ha contattato gli alleati degli Stati Uniti per considerare il boicottaggio delle Olimpiadi invernali a Pechino del 2022.

#### Russia
Nel giorno dell'insediamento di Biden, il governo russo ha esortato la nuova amministrazione statunitense ad adottare un approccio più costruttivo nei colloqui sull'estensione del nuovo trattato START del 2010, l'unico accordo rimanente che limita il numero di testate nucleari a lungo raggio statunitensi e russe.
Il 26 gennaio 2021, nella prima telefonata di Biden come Presidente con l'omologo russo Vladimir Putin, è stata concordata l'estensione per altri cinque anni del nuovo trattato START, che doveva inizialmente scadere a febbraio 2021.
Biden e la sua amministrazione hanno accusato violazioni dei diritti umani da parte delle autorità russe e hanno chiesto il rilascio immediato dell'attivista anti-corruzione Aleksej Naval'nyj, di sua moglie e di tutti i russi arrestati durante le manifestazioni a suo sostegno, imponendo assieme all'Unione europea delle nuove sanzioni.
Il 17 marzo 2021, in un'intervista ad ABC News, Biden ha definito Putin come un "assassino" e dice che la pagherà per delle presunte interferenze nelle elezioni presidenziali del 2020; la Russia replica quindi ribadendo l'infondatezza delle accuse e richiama l'ambasciatore negli Stati Uniti.

#### Unione europea

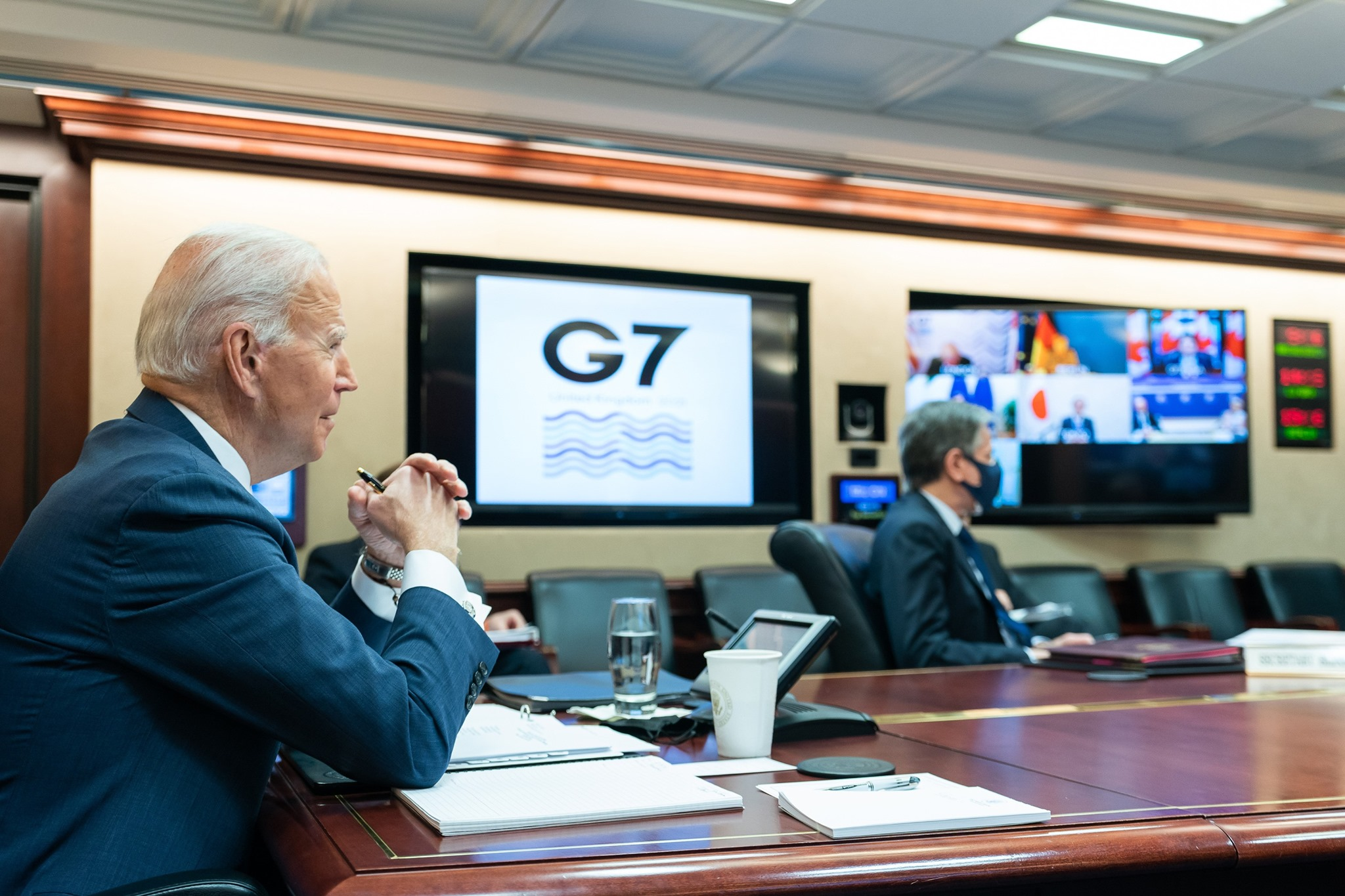
Il presidente Biden partecipa a un vertice virtuale del G7 dalla Situation Room della Casa Bianca (febbraio 2021)

Il presidente Biden ha promesso di riparare le relazioni "tese" con gli alleati europei, dicendo che:  "Un attacco a uno è un attacco a tutti. Questa è la nostra opinione incrollabile [riferendosi all'articolo nº5 del Patto Atlantico]".  Biden si è poi impegnato a sostenere il progetto europeo nonché la necessità di una cooperazione globale per combattere il cambiamento climatico.

#### Iran
L'amministrazione Biden ha espresso interesse ad impegnarsi nuovamente con l'Iran sull'accordo di non-prolificazione nucleare, dal quale è uscito il presidente Trump nel 2018; il segretario di Stato Antony Blinken ha detto che gli Stati Uniti sono interessati a rientrare nell'accordo a patto che l'Iran s'impegni in questa direzione.
Il 26 febbraio 2021, il presidente Biden ha ordinato attacchi aerei su edifici in Siria che, secondo il Dipartimento della Difesa, erano stati utilizzati dalle milizie sostenute dall'Iran per effettuare attacchi missilistici su obiettivi statunitensi in Iraq; l'operazione è stata il primo uso della forza militare da parte dell'amministrazione Biden.

#### Birmania
Dopo il colpo di Stato del 1º febbraio 2021, Biden ha condannato la giunta militare insediatasi nel Paese e ha chiesto il rilascio immediato dei funzionari e dei manifestanti detenuti. Biden ha poi ipotizzato la reimposizione delle sanzioni al Paese, affermando in una dichiarazione che: "Gli Stati Uniti hanno rimosso le sanzioni contro la Birmania negli ultimi dieci anni sulla base del progresso verso la democrazia. L'inversione di tale progresso richiederà un'immediata revisione delle nostre leggi, seguita da azioni appropriate".
Il 5 marzo 2021, Biden ha imposto sanzioni al Ministero degli Affari Interni e al Ministero della Difesa della Birmania e ad alcuni componenti della giunta militare.
Il 22 marzo 2021, il Segretario di Stato Antony Blinken ha annunciato sanzioni a diversi generali e altri militari in risposta alla violenta repressione delle proteste pacifiche.

#### Irlanda del Nord
Biden ha ribadito il suo impegno a mantenere la pace nell'Irlanda del Nord nel caso di un "confine duro" a seguito della Brexit. In una conferenza stampa, la portavoce della Casa Bianca Jen Psaki ha riferito che Biden sostiene l'Accordo del Venerdì Santo e che "nel cuore ha un posto speciale per gli irlandesi"; lo stesso Biden è di origine irlandese.

#### Arabia Saudita e Yemen
Joe Biden ha ordinato l'interruzione delle vendite di armi all'Arabia Saudita e agli Emirati Arabi Uniti, a cui l'amministrazione Trump aveva precedentemente acconsentito.
Due anni dopo l'assassinio di Jamal Khashoggi, Avril Haines, direttore dell'intelligence nazionale sotto l'amministrazione di Biden, ha annunciato che il rapporto sul caso sarà declassificato, giungendo alla conclusione che il principe ereditario Mohammad bin Salman Al Sa'ud è il mandante dell'omicidio, come riferito dalla CIA.
Il 4 febbraio 2021, l'amministrazione Biden ha annunciato che gli Stati Uniti avrebbero terminato il loro supporto alla campagna di bombardamenti a guida saudita in Yemen; Joe Biden, nella sua prima visita al Dipartimento di Stato come Presidente, ha detto che "questa guerra deve finire" e che il conflitto ha creato una "catastrofe umanitaria"
Nel Gennaio 2024 il Presidente Joe Biden ha ordinato bombardamenti contro lo Yemen, in seguito ad attacchi terroristici contro navi commerciali statunitensi da parte degli Houthi, organizzazione terroristica composta da milizie filo-iraniane.

#### Afghanistan
Dopo la decisione di Barack Obama di ritirare le truppe americane dall'Afghanistan entro il 2016, dopo la decisione di Donald Trump di ritirare i soldati americani entro il 1 maggio 2021, il 14 aprile 2021 Joe Biden annuncia di voler ritirare le truppe americane entro l'11 settembre 2021 (simbolico anniversario dell'attacco al World Trade Center). Nel discorso in cui annunciava la sua decisione Biden ha ricordato di essere ormai il quarto presidente - due erano repubblicani e due democratici - ad avere a che fare con il conflitto, e ha affermato di non voler "lasciare la responsabilità ad un quinto". Biden ha detto quindi di voler "concludere la guerra più lunga d'America" e "riportare le truppe a casa". Successivamente, a inizio luglio 2021 Biden ha annunciato che le operazioni statunitensi in Afghanistan si sarebbero concluse entro il 31 agosto.
L'annuncio dell'imminente ritiro di tutte le truppe statunitensi dell'Afghanistan, l'effettivo ritiro e il disfacimento dell'esercito regolare afghano hanno aperto la strada alla conquista del paese da parte dei talebani. Il 15 agosto i talebani riescono a conquistare la capitale Kabul e milioni di cittadini afghani cercano di scappare dal Paese. Diverse migliaia di afghani vengono evacuati da voli militari americani. Per la velocità del ritiro delle truppe americane, e a causa dell'attentato all'aeroporto di Kabul, rivendicato poi dal gruppo terroristico Isis.K, dove muoiono 200 persone tra civili afghani, truppe americane e talebani, Joe Biden viene criticato duramente sia dai repubblicani, sia da alcuni membri del suo stesso partito, sia da parte della stampa americana. Anche a causa di questo evento il suo indice di popolarità è diminuito in modo sensibile.

### Conclusione della presidenza
Nel suo ultimo discorso dallo Studio Ovale, il Farewell Adress da Presidente degli Stati Uniti il 15 gennaio 2025, Biden ha rivendicato l’accordo per il cessate il fuoco nella Striscia di Gaza tra Hamas e Israele, mediato anche dagli Stati Uniti e raggiunto proprio in quei giorni (sarà poi disatteso, dopo la fine della sua Presidenza), poi ha celebrato altri risultati raggiunti negli ultimi quattro anni, tra cui la creazione di milioni di posti di lavoro (16,6 milioni di nuovi posti) e l’approvazione della «più importante legge sul clima e sull’energia pulita di sempre, nella storia del mondo». È un riferimento al cosiddetto Inflation Reduction Act, un pacchetto economico da 740 miliardi di dollari approvato nel 2022, che prevedeva il più grande investimento della storia statunitense in iniziative per combattere il riscaldamento globale. Infine, ha lanciato un allarme sull'accumulo di ricchezza e potere tra pochi, dicendo: "Oggi negli Stati Uniti sta prendendo forma un'oligarchia di estrema ricchezza, potere e influenza che minaccia letteralmente la nostra intera democrazia, i nostri diritti e libertà fondamentali e la possibilità per tutti di andare avanti", richiamando poi l'attenzione su "una pericolosa concentrazione di potere nelle mani di poche persone ultra ricche".
Il 19 gennaio 2025 l'ultima iniziativa da Presidente in carica l'ha svolta presso la Royal Missionary Baptist Church, a North Charleston, nel South Carolina, insieme al Deputato e suo fedele alleato Jim Clyburn, un luogo simbolo della comunità nera afroamericana che, in quello Stato, fu decisiva per la sua vittoria alle primarie democratiche del 2020.

## Gabinetto ministeriale

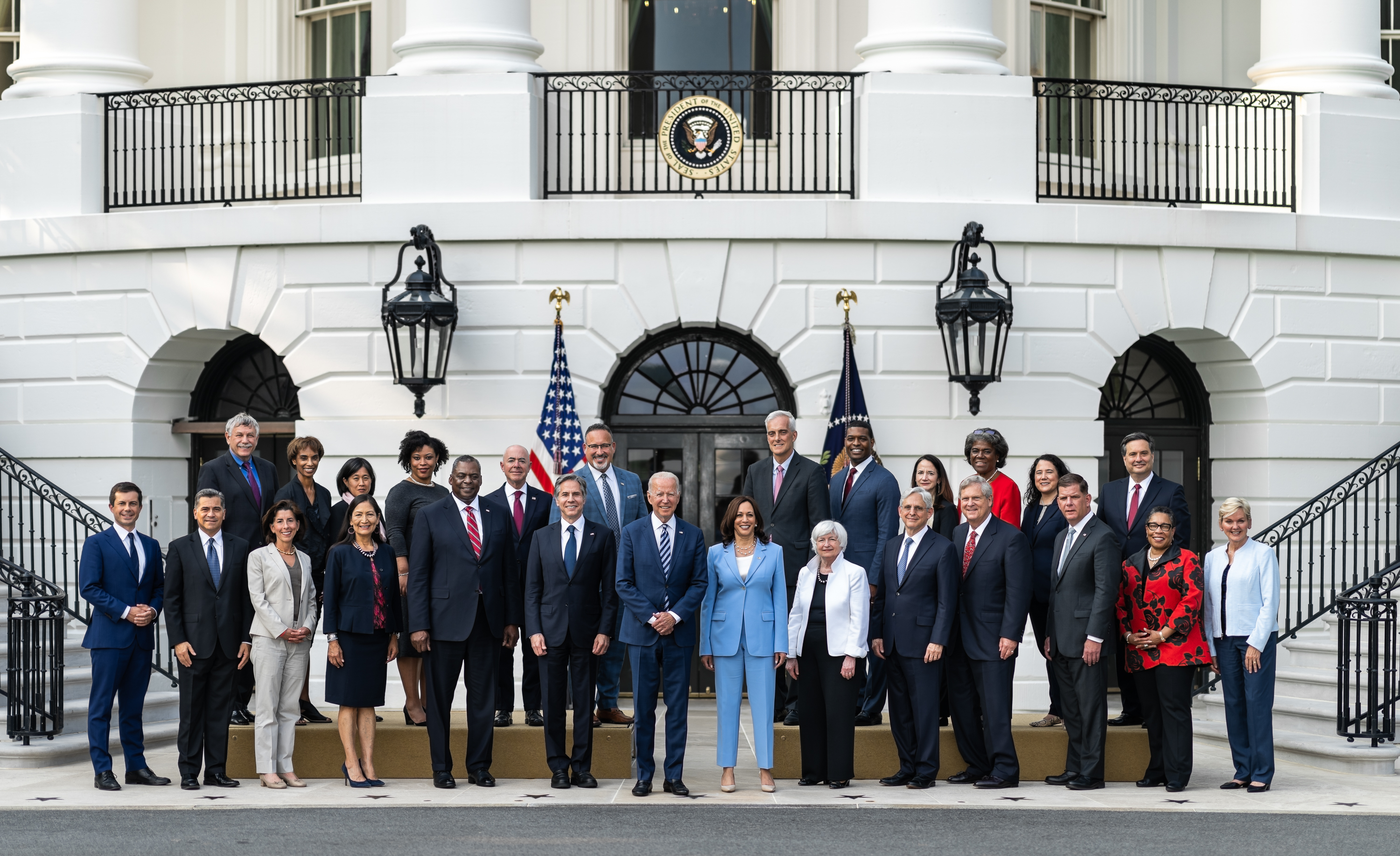
I membri dell’amministrazione

Partiti politici: 

  Democratico
  Indipendente
| Dipartimento | Incarico                                      | Ritratto | Ritratto                         | Nome               | Mandato          | Mandato         |
| Dipartimento | Incarico                                      | Ritratto | Ritratto                         | Nome               | Inizio           | Termine         |
| ------------ | --------------------------------------------- | -------- | -------------------------------- | ------------------ | ---------------- | --------------- |
|              | Presidente                                    |          |                                  | Joe Biden          | 20 gennaio 2021  | 20 gennaio 2025 |
|              | Vicepresidente                                |          |                                  | Kamala Harris      | 20 gennaio 2021  | 20 gennaio 2025 |
|              |                                               |          |                                  |                    |                  |                 |
|              | Segretario di Stato                           |          |                                  | Antony Blinken     | 26 gennaio 2021  | 20 gennaio 2025 |
|              | Segretario al tesoro                          |          |                                  | Janet Yellen       | 26 gennaio 2021  | 20 gennaio 2025 |
|              | Segretario della Difesa                       |          |                                  | Lloyd Austin       | 23 gennaio 2021  | 20 gennaio 2025 |
|              | Procuratore generale                          |          |                                  | Merrick Garland    | 10 marzo 2021    | 20 gennaio 2025 |
|              | Segretario degli Interni                      |          |                                  | Deb Haaland        | 15 marzo 2021    | 20 gennaio 2025 |
|              | Segretario dell'Agricoltura                   |          |                                  | Tom Vilsack        | 23 febbraio 2021 | 20 gennaio 2025 |
|              | Segretario del Commercio                      |          |                                  | Gina Raimondo      | 2 marzo 2021     | 20 gennaio 2025 |
|              | Segretario del Lavoro                         |          |                                  | Marty Walsh        | 22 marzo 2021    | 12 marzo 2023   |
|              | Segretario del Lavoro                         |          | Julie Su facente funzioni        | 13 marzo 2023      | 20 gennaio 2025  |                 |
|              | Segretario della Salute e dei Servizi Umani   |          |                                  | Xavier Becerra     | 18 marzo 2021    | 20 gennaio 2025 |
|              | Segretario dell'Istruzione                    |          |                                  | Miguel Cardona     | 1º marzo 2021    | 20 gennaio 2025 |
|              | Segretario della Casa e dello Sviluppo Urbano |          |                                  | Marcia Fudge       | 10 marzo 2021    | 22 marzo 2024   |
|              | Segretario della Casa e dello Sviluppo Urbano |          | Adrianne Todman facente funzioni | 22 marzo 2024      | 20 gennaio 2025  |                 |
|              | Segretario dei Trasporti                      |          |                                  | Pete Buttigieg     | 2 febbraio 2021  | 20 gennaio 2025 |
|              | Segretario per l'Energia                      |          |                                  | Jennifer Granholm  | 25 febbraio 2021 | 20 gennaio 2025 |
|              | Segretario degli Affari dei Veterani          |          |                                  | Denis McDonough    | 8 febbraio 2021  | 20 gennaio 2025 |
|              | Segretario della Sicurezza Interna            |          |                                  | Alejandro Mayorkas | 2 febbraio 2021  | 20 gennaio 2025 |

### Funzionari con rango di membri di Gabinetto
Il presidente ha la facoltà di decidere quali funzionari sono anche membri del Gabinetto in base alla carica che ricoprono. Il Presidente Biden ha elevato quattro cariche a membri del Gabinetto (l'ambasciatore degli Stati Uniti presso l'ONU, il presidente del Consiglio dei consulenti economici, l'inviato speciale per il clima e il consulente scientifico del presidente). Ha invece escluso il Direttore della CIA.

Partiti politici: 

  Democratico
  Indipendente
| Dipartimento | Incarico                                                                                                  | Ritratto | Ritratto         | Nome                    | Mandato          | Mandato         |
| Dipartimento | Incarico                                                                                                  | Ritratto | Ritratto         | Nome                    | Inizio           | Termine         |
| ------------ | --- | -------- | ---------------- | ----------------------- | ---------------- | --------------- |
|              | Capo di gabinetto della Casa Bianca                                                                       |          |                  | Ron Klain               | 20 gennaio 2021  | 6 febbraio 2023 |
|              | Capo di gabinetto della Casa Bianca                                                                       |          | Jeff Zients      | 6 febbraio 2023         | 20 gennaio 2025  |                 |
|              | Direttore dell'Ufficio per la gestione e il bilancio                                                      |          |                  | Shalanda Young          | 23 marzo 2021    | 20 gennaio 2025 |
|              | Direttore dell'Agenzia per la protezione dell'ambiente                                                    |          |                  | Michael Regan           | 10 marzo 2021    | 20 gennaio 2025 |
|              | Rappresentante per il Commercio                                                                           |          |                  | Katherine Tai           | 18 marzo 2021    | 20 gennaio 2025 |
|              | Rappresentante permanente alle Nazioni Unite                                                              |          |                  | Linda Thomas-Greenfield | 25 febbraio 2021 | 20 gennaio 2025 |
|              | Direttore dell'Agenzia per le piccole imprese                                                             |          |                  | Isabel Guzman           | 17 marzo 2021    | 20 gennaio 2025 |
|              | Direttore dell'intelligence nazionale                                                                     |          |                  | Avril Haines            | 20 gennaio 2021  | 20 gennaio 2025 |
|              | Presidente del Consiglio dei Consulenti Economici                                                         |          |                  | Cecilia Rouse           | 22 marzo 2021    | 31 marzo 2023   |
|              | Presidente del Consiglio dei Consulenti Economici                                                         |          | Giared Bernstein | 31 marzo 2023           | 20 gennaio 2025  |                 |
|              | Direttore dell'Ufficio per le politiche scientifiche e tecnologiche Consulente scientifico del Presidente |          |                  | Kei Koizumi             | 21 gennaio 2021  | 1º giugno 2021  |
|              | Direttore dell'Ufficio per le politiche scientifiche e tecnologiche Consulente scientifico del Presidente |          | Eric Lander      | 2 giugno 2021           | 18 febbraio 2022 |                 |
|              | Direttore dell'Ufficio per le politiche scientifiche e tecnologiche Consulente scientifico del Presidente |          | Alondra Nelson   | 18 febbraio 2022        | 20 gennaio 2025  |                 |
|              | Inviato speciale del Presidente per il clima                                                              |          |                  | John Kerry              | 20 gennaio 2021  | 6 marzo 2024    |
|              | Inviato speciale del Presidente per il clima                                                              |          | John Podesta     | 6 marzo 2024            | 20 gennaio 2025  |                 |

Biden aveva inoltre nominato Neera Tanden a Direttore dell'Ufficio per la gestione e il bilancio. Il 2 marzo 2021, tuttavia, il presidente ha annunciato il ritiro della nomina, su richiesta della stessa Tanden, dopo che il percorso di conferma al Senato si era rivelato particolarmente complicato.

### Altri funzionari con ruoli di rilievo
Democratico
  Repubblicano
  Indipendente
| Dipartimento | Incarico                                        | Ritratto | Ritratto                     | Nome                 | Mandato                                            | Mandato         |
| Dipartimento | Incarico                                        | Ritratto | Ritratto                     | Nome                 | Inizio                                             | Termine         |
| ------------ | ----------------------------------------------- | -------- | ---------------------------- | -------------------- | -------------------------------------------------- | --------------- |
|              | Portavoce della Casa Bianca                     |          |                              | Jen Psaki            | 20 gennaio 2021                                    | 13 maggio 2022  |
|              | Portavoce della Casa Bianca                     |          | Karine Jean-Pierre           | 13 maggio 2022       | 20 gennaio 2025                                    |                 |
|              | Direttore delle comunicazioni della Casa Bianca |          |                              | Kate Bedingfield     | 20 gennaio 2021                                    | 1º marzo 2023   |
|              | Direttore delle comunicazioni della Casa Bianca |          | Ben LaBolt                   | 1º marzo 2023        | 20 gennaio 2025                                    |                 |
|              | Consigliere per la sicurezza nazionale          |          |                              | Jake Sullivan        | 20 gennaio 2021                                    | 20 gennaio 2025 |
|              | Presidente della Federal Reserve                |          |                              | Jerome Powell        | 5 febbraio 2018 (riconfermato il 22 novembre 2021) | 20 gennaio 2025 |
|              | Direttore dell'FBI                              |          |                              | Christopher A. Wray  | 2 agosto 2017 (riconfermato il 21 gennaio 2021)    | 19 gennaio 2025 |
|              | Direttore dell'FBI                              |          | Paul Abbate facente funzioni | 19 gennaio 2025      | 20 gennaio 2025                                    |                 |
|              | Direttore della CIA                             |          |                              | William Joseph Burns | 19 marzo 2021                                      | 20 gennaio 2025 |

## Cronologia

### 2021

#### Gennaio

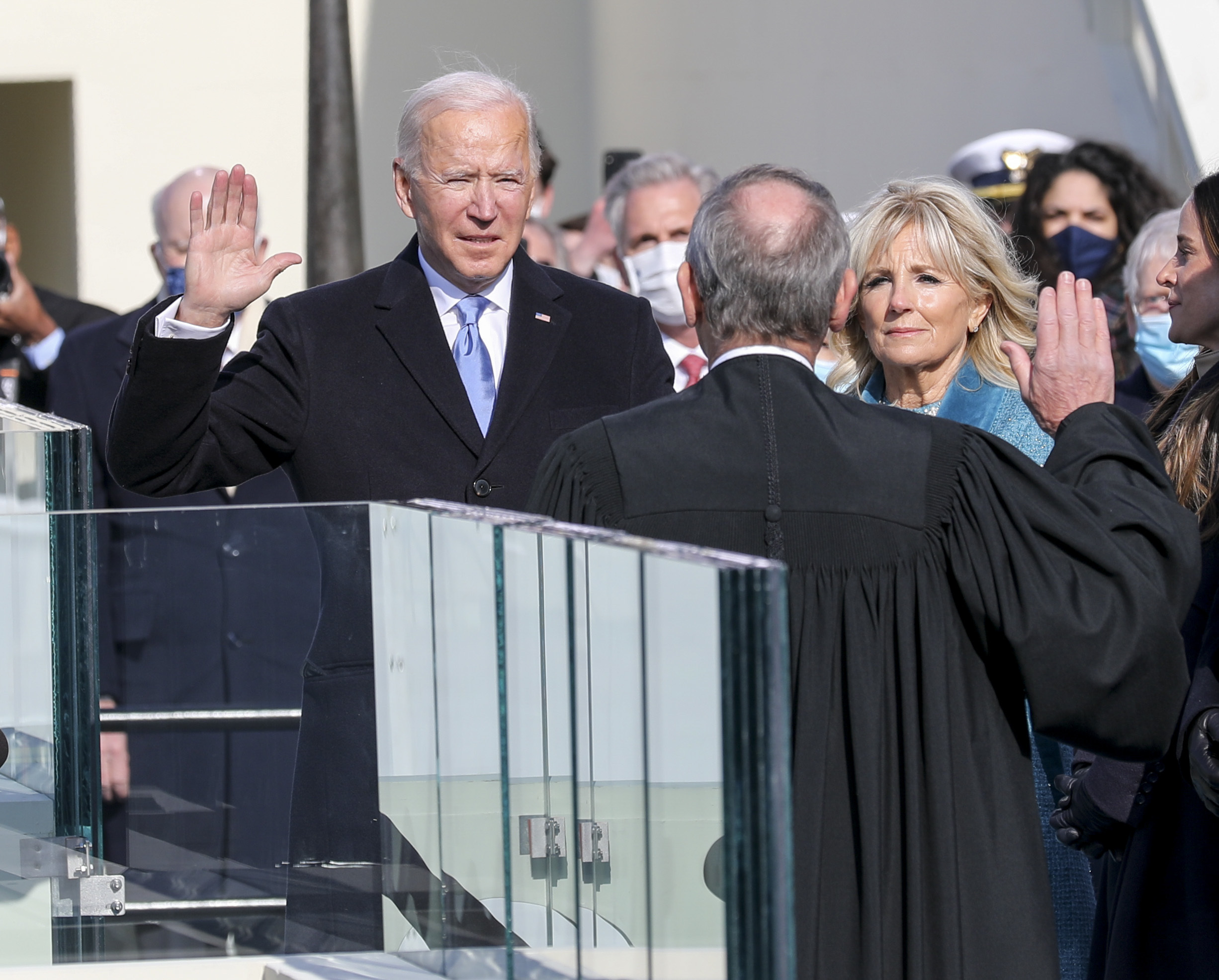
Joe Biden giura come 46º Presidente degli Stati Uniti

- 20 gennaio: poco dopo il giuramento, appena arrivato alla Casa Bianca, il Presidente Biden firma 17 ordini esecutivi comprendenti il rientro nell’OMS, la creazione del Coordinatore della risposta al COVID-19, il rientro nei trattati sul clima di Parigi, lo stop ai lavori dell’oleodotto Keystone XL (bloccati precedentemente da Barack Obama, ma ripresi da Trump), il rafforzamento dell’integrazione degli immigrati, la cancellazione del travel ban. Ha fermato la costruzione del muro con il Messico, l’abrogazione dell’ordine, l’istituzione di corsi di formazione nelle agenzie federali per combattere le discriminazioni, chiesto la formazione di un’agenzia che si occupi di combattere il razzismo all’interno delle organizzazioni federali, la sospensione degli sfratti e del debito universitario federale per chi è stato colpito economicamente dalla pandemia di COVID-19 e l’istituzione di un codice etico per chi lavora nell’amministrazione[93].
- 22 gennaio: Biden firma altri due ordini esecutivi, che comprendono aiuti alimentari per famiglie a basso reddito e un salario minimo di $15/ora per i dipendenti federali[94].
- 23 gennaio: Biden ha un colloquio con il Primo Ministro inglese Boris Johnson[95].
- 24 gennaio: Biden ha un colloquio telefonico il Presidente francese Emmanuel Macron[96].
- 25 gennaio:
  - Biden cancella la norma che vietava ai transgender di far parte dell'esercito[97].
  - Il Senato conferma Janet Yellen come Segretario al tesoro con un voto di 84 favorevoli e 15 contrari[98].
  - La Camera dei Rappresentanti trasmette al Senato l'articolo per il secondo impeachment di Donald Trump[99].
- 26 gennaio: Biden firma un decreto per incentivare le sedi del governo federale a comprare prodotti made in U.S.A.[100].

- 27 gennaio: 
  - Il Presidente Biden adotta una serie di misure contro il cambiamento climatico: vengono fermate le nuove trivellazioni per estrarre gas e petrolio, vengono fermati i sussidi per l'industria petrolifera e vengono instaurate regole più ferree per ridurre le fonti di inquinamento atmosferico[101].
  - Antony Blinken giura nelle mani di Kamala Harris come Segretario di Stato.
  - Si riunisce per la prima volta alla Casa Bianca il comitato consultivo sul COVID-19[102]
  - Biden ha un colloquio telefonico con il Primo Ministro giapponese Yoshihide Suga[103].
- 29 gennaio: Biden incontra due soldati feriti al Walter Reed National Military Medical Center[104]
- 31 gennaio: Biden scrive una lettera a Nancy Pelosi e Patrick Leahy proponendo il ritiro di 73 proposte di rescissione da parte del Congresso[105].

#### Febbraio
- 1º febbraio: 
  - Biden e la Vice Harris incontrano dieci senatori repubblicani per discutere su un pacchetto di aiuti per il COVID[106].
  - La Vicepresidente Harris ha un colloquio con il Primo Ministro canadese Justin Trudeau[107].

- 2 febbraio:

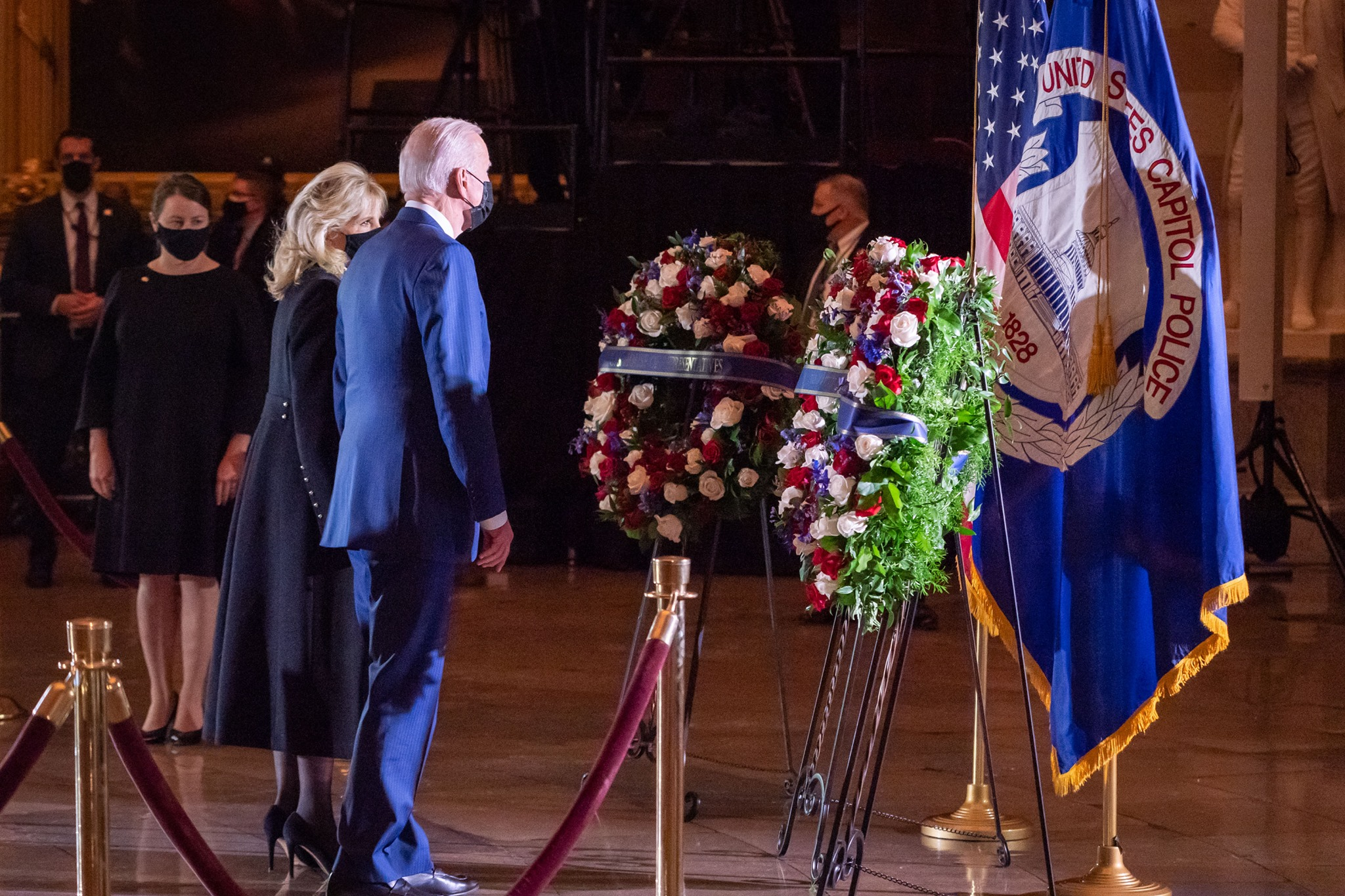
Biden rende omaggio al poliziotto Brian Sicknick, ucciso negli scontri al Campidoglio del 6 gennaio

  - Il Senato conferma Pete Buttigieg come Segretario ai trasporti con un voto di 86 favorevoli e 13 contrari[108].
  - Il Senato conferma Alejandro Mayorkas come Segretario della sicurezza interna con un voto di 57 favorevoli e 43 contrari[109].
  - Il Presidente Biden firma tre ordini esecutivi relativi all'immigrazione: creare una task force per riunire i bambini separati dalle loro famiglie a seguito della politica di separazione familiare, un ordine di rivedere i programmi di immigrazione legale e una revisione delle politiche di "integrazione e inclusione" compreso il processo di naturalizzazione[110].
  - Il Presidente Joe Biden e la First Lady Jill Biden partecipano alla visione dei resti dell'ufficiale di polizia del Campidoglio degli Stati Uniti Brian Sicknick, ucciso negli scontri del 6 gennaio[111].
- 3 febbraio:
  - Il Segretario ai trasporti Pete Buttigieg giura nelle mani della Vicepresidente Kamala Harris.
  - Biden e la Vice Harris incontrano dieci senatori democratici per discutere su un pacchetto di aiuti per il COVID[112].
  - Biden ha un colloquio telefonico con il Primo Ministro australiano Scott Morrison[113].
  - Biden ha un colloquio telefonico con il Presidente sudcoreano Moon Jae-in[113].
- 4 febbraio:
  - Biden firma un ordine esecutivo per aumentare le ammissioni dei rifugiati e dare un rifugio a circa 125.000 rifugiati[114].
  - Biden firma tre memorandum: uno sui diritti LGBTQ[115], uno sul rinnovo del Consiglio di sicurezza nazionale[116] e uno sul rilancio delle politiche per i lavoratori stranieri[117].
  - Biden fa la sua prima visita da Presidente al quartier generale del Dipartimento di Stato e rivolge un breve messaggio ai dipendenti[118].
- 5 febbraio:
  - Il Senato approva una risoluzione di bilancio come un primo passo per approvare l'American Rescue Plan voluto del Presidente Biden, ma respinge la proposto del salario minimo da lui proposto. Inoltre, la Vicepresidente Kamala Harris esprime il suo primo voto decisivo come vicepresidente.
  - Il Presidente Biden e la Vicepresidente Harris incontrano nello Studio Ovale i leader democratici della Camera dei Rappresentanti, per poter negoziare un accordo su un pacchetto di aiuti per chi è stato colpito economicamente dal COVID-19[119].
- 7 febbraio:
  - Il Presidente Biden e la First Lady Jill Biden rivolgono un videomessaggio durante il Super Bowl LV per ringraziare gli operatori sanitari in prima linea contro il COVID-19 e chiedono un momento di silenzio alle vittime della pandemia negli Stati Uniti[120].
  - Il Presidente Biden esprime cordoglio per la morte dell'ex Segretario di Stato George Shultz[121].
- 8 febbraio:
  - Biden ha un colloquio telefonico con il Primo Ministro indiano Narendra Modi[122].
  - Il Segretario di Stato Tony Blinken annuncia che gli Stati Uniti s'impegneranno di nuovo con il Consiglio per i diritti umani delle Nazioni Unite[123].
  - Il Senato conferma Denis McDonough come Segretario agli affari dei veterani con un voto di 87 favorevoli e 7 contrari[124].
- 9 febbraio: il Segretario agli affari dei veterani Denis McDonough giura nelle mani di Kamala Harris[125].
- 10 febbraio: 
  - In seguito al colpo di Stato in Birmania, Biden annuncia sanzioni contro i golpisti e chiede il rilascio immediato di Aung San Suu Kyi[126].
  - Biden visita il Pentagono per la prima volta durante la sua presidenza[127].
  - Biden ha un colloquio telefonico con il Presidente cinese Xi Jinping[125].
- 11 febbraio: Biden visita il National Institute of Health e rivolge un discorso al personale, dichiarando che entro la fine di luglio ci saranno vaccini sufficienti per 300 milioni di americani e che gli Stati Uniti hanno firmato contratti con Pfizer e Moderna per ulteriori 200 milioni di dosi di vaccino contro il COVID-19[128].

- 12 febbraio:
  - Biden annuncia la chiusura del campo di prigionia di Guantánamo entro la fine del suo primo mandato[129].
  - La famiglia Biden parte per la residenza presidenziale di Camp David, per la prima volta durante la presidenza Biden[130].
- 13 febbraio: 
  - l'ex presidente Donald Trump viene assolto dal Senato dal secondo impeachment a suo carico[131].
  - Il vice segretario stampa della Casa Bianca TJ Ducklo si dimette dal suo incarico dopo aver fatto alcuni commenti ad una giornalista. Le sue dimissioni sono le prime di un membro dell'amministrazione Biden[132].
- 14 febbraio: 
  - Biden parla nel terzo anniversario della sparatoria alla Stoneman Douglas High School a Parkland (Florida), chiedendo al Congresso di rafforzare le leggi sul controllo delle armi[133].
- 15 febbraio: la Vicepresidente Kamala Harris ha un colloquio telefonico con il Presidente francese Emmanuel Macron[134].
- 16 febbraio:
  - Biden estende il divieto di pignoramento e la concessione dei mutui fino alla fine di giugno nel tentativo di affrontare l'impatto economico causato dalla pandemia di COVID-19[135].
  - Il segretario stampa della Casa Bianca Jen Psaki afferma che l'amministrazione "ricalibrerà" le relazioni con l'Arabia Saudita e che quindi si avranno relazioni diplomatiche solo con il Re Salman e non con il principe ereditario Mohammad bin Salman Al Sa'ud[136].
- 17 febbraio: Biden ha un colloquio telefonico con il Primo Ministro israeliano Benjamin Netanyahu, nel quale si discute del rafforzamento dell’alleanza tra i due paesi[137].
- 18 febbraio: 
  - Viene portato alla Camera dei rappresentanti il disegno di legge sulla riforma dell'immigrazione voluto da Biden. Se approvato, il disegno di legge creerebbe un percorso verso la cittadinanza per gli immigrati privi di documenti ed aumenterebbe i finanziamenti ai tribunali[138].
  - il Presidente Biden e la Vicepresidente Harris si congratulano con la NASA per l'atterraggio del rover Perseverance[139].

- 19 febbraio:

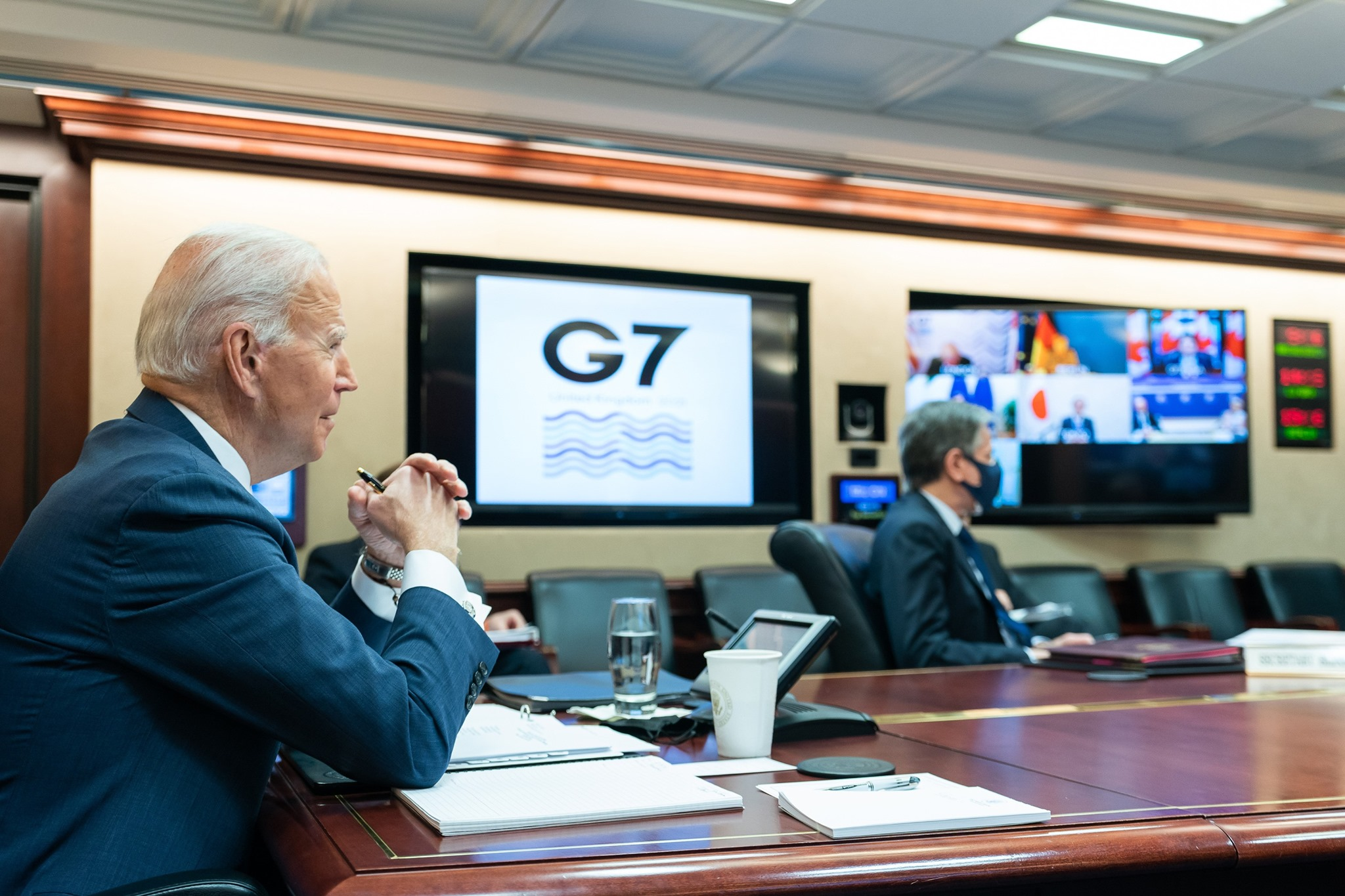
Biden nella Situation Room della Casa Bianca partecipa al G7 virtuale

  - Il presidente Biden partecipa al G7 virtuale ospitato dal primo ministro britannico Boris Johnson[140].
  - Il presidente Biden fa un breve discorso alla conferenza sulla sicurezza di Monaco in cui ha affermato l'impegno degli Stati Uniti nell'alleanza atlantica e ha affermato che "gli Stati Uniti sono determinati ad impegnarsi nuovamente con l'Europa"[141].
  - Il presidente Biden promette 2 miliardi di dollari destinati al programma COVAX promosso dall'Organizzazione mondiale della sanità[142].
- 20 febbraio:
  - Vengono dati aiuti federali al Texas in seguito alla grande ondata di gelo[143].
  - Il presidente Biden fa visita all'ex senatore del Kansas Bob Dole, dopo la diagnosi di cancro ai polmoni al quarto stadio.

- 22 febbraio:
  - Il Presidente Biden tiene un momento di silenzio fuori dalla Casa Bianca per commemorare i 500.000 americani morti a causa del COVID-19[144].
  - Il Presidente Biden interrompe l'uso di una versione più difficile del test di lingua inglese ed educazione civica richiesto per acquisire la cittadinanza americana introdotto dall'amministrazione Trump nel dicembre 2020, riportando il test alla versione del 2008[145].
- 23 febbraio:
  - Il Senato conferma Tom Vilsack come Segretario all'agricoltura con un voto di 92 favorevoli e 7 contrari[146].
  - Il Senato conferma Linda Thomas-Greenfield come Rappresentante permanente alle Nazioni Unite con un voto di 78 favorevoli e 20 contrari[147].
  - Biden ha un incontro in videoconferenza con il Primo Ministro canadese Justin Trudeau, per discutere di COVID-19, ripresa economica, cambiamento climatico, rifugiati e migrazione[148].
  - Biden ha un colloquio telefonico con il Primo Ministro iracheno Mustafa Al-Kadhimi[149].
- 24 febbraio: 
  - Biden firma un ordine esecutivo per aumentare la catena di fornitura di componenti elettronici[150].
  - Biden annulla il divieto di rilascio delle green card di residenza permanente agli immigrati voluto dall'ex presidente Donald Trump[151].
  - Tom Vilsack giura nelle mani della Vicepresidente Kamala Harris come Segretario all'agricoltura[152].
  - Linda Thomas-Greenfield giura nelle mani della Vicepresidente Kamala Harris come Rappresentante permanente alle Nazioni Unite[153].
- 25 febbraio:
  - Il Senato conferma Jennifer Granholm come Segretario dell'energia con un voto di 64 favorevoli e 35 contrari[154].
  - Il Presidente Biden partecipa a un evento per commemorare il 50milionesimo vaccino contro il COVID-19[155].
  - Il Presidente Biden partecipa alla riunione invernale della National Governors Association[156].
  - Biden ha un colloquio telefonico con il Re dell'Arabia Saudita Salman[157].
  - Biden ha un colloquio telefonico con il Presidente keniota Uhuru Kenyatta[158].
- 26 febbraio: viene effettuato in Siria un attacco aereo contro dei miliziani filo-iraniani e ne muoiono 17.[73].
- 27 febbraio: la Camera dei Rappresentanti dà il via libera con 216 voti favorevoli e 212 contrari a misure economiche comprendenti la possibilità di ricevere un assegno fino a 1.400 dollari per coloro che guadagnano fino a 75.000 dollari l'anno e le famiglie che dichiarano fino a 150.000 dollari, l’assegnazione di 350 miliardi di dollari ai vari enti locali e 130 miliardi per l’istruzione[159].

- 28 febbraio: Biden parla ai lavoratori di un magazzino Amazon a Bessemer (Alabama) mentre conducono una votazione sull'istituzione di un sindacato, dato che i datori di lavoro non dovrebbero usare "nessuna intimidazione, nessuna coercizione, nessuna minaccia, nessuna propaganda antisindacale"[160].

#### Marzo
- 5 marzo: Biden ha un colloquio telefonico con la Presidente della Commissione Europea Ursula von der Leyen, alla quale conferma la volontà di rafforzare i rapporti con l’Unione europea e di sospendere i dazi commerciali[161].
- 6 marzo: il Senato dà il via libera con 50 voti favorevoli e 49 contrari alle misure economiche già approvate dalla Camera il 27 febbraio[162].
- 17 marzo: Biden definisce il Presidente della Federazione Russa Vladimir Putin come un "assassino" e dice che la pagherà per delle presunte interferenze nelle elezioni presidenziali del 2020; la Russia replica quindi ribadendo l'infondatezza delle accuse e richiama l'ambasciatore negli Stati Uniti[70].
- 22 marzo: il Senato conferma, con un voto di 68 favorevoli e 29 contrari, Marty Walsh come Segretario per il lavoro[163].
- 23 marzo: 
  - Dopo una sparatoria in un supermercato in Colorado, che ha causato 10 vittime, Biden esorta il Congresso a bandire le armi di assalto e i caricatori ad alta capacità[164].
  - Biden si reca a Columbus (Ohio) per commemorate l'undicesimo anniversario dell'Affordable Care Act, meglio noto come Obamacare[165].
- 24 marzo: giura nelle mani della Vicepresidente Kamala Harris il Segretario del lavoro Marty Walsh.
- 25 marzo: Biden tiene alla Casa Bianca la prima conferenza stampa della sua presidenza, nella quale annuncia tra l’altro l’intenzione di candidarsi per un secondo mandato nel 2024[166].
- 26 marzo:
  - Giura nelle mani della Vicepresidente Kamala Harris il Segretario della salute e dei sevizi umani Xavier Becerra.
  - Biden invita 40 capi mondiali (tra cui il Presidente cinese Xi Jinping e l'omologo russo Vladimir Putin) ad un vertice sull'ambiente e sul clima[167].
- 29 marzo: il Presidente Biden e la first lady Jill Biden partecipano agli eventi per commemorare la giornata dei veterani della guerra del Vietnam[168].
- 30 marzo: Biden proroga il Paycheck Protection Program (programma di protezione dello stipendio) tramite la firma del PPP Extension act[169].
- 31 marzo: viene riconosciuto da Biden il 31 marzo come la giornata internazionale della visibilità transgender[170].

#### Aprile
- 1 aprile: Biden riunisce il suo gabinetto per discutere del piano per le infrastrutture[171].
- 2 aprile: Biden telefona il Presidente ucraino Volodymyr Zelens'kyj per ribadire l'alleanza strategica tra i due paesi e il sostegno contro le azioni militari russe[172].
- 4 aprile: si tengono alla Casa Bianca le consuete cerimonie per festeggiare la Pasqua, con il tradizionale rotolamento di uova.

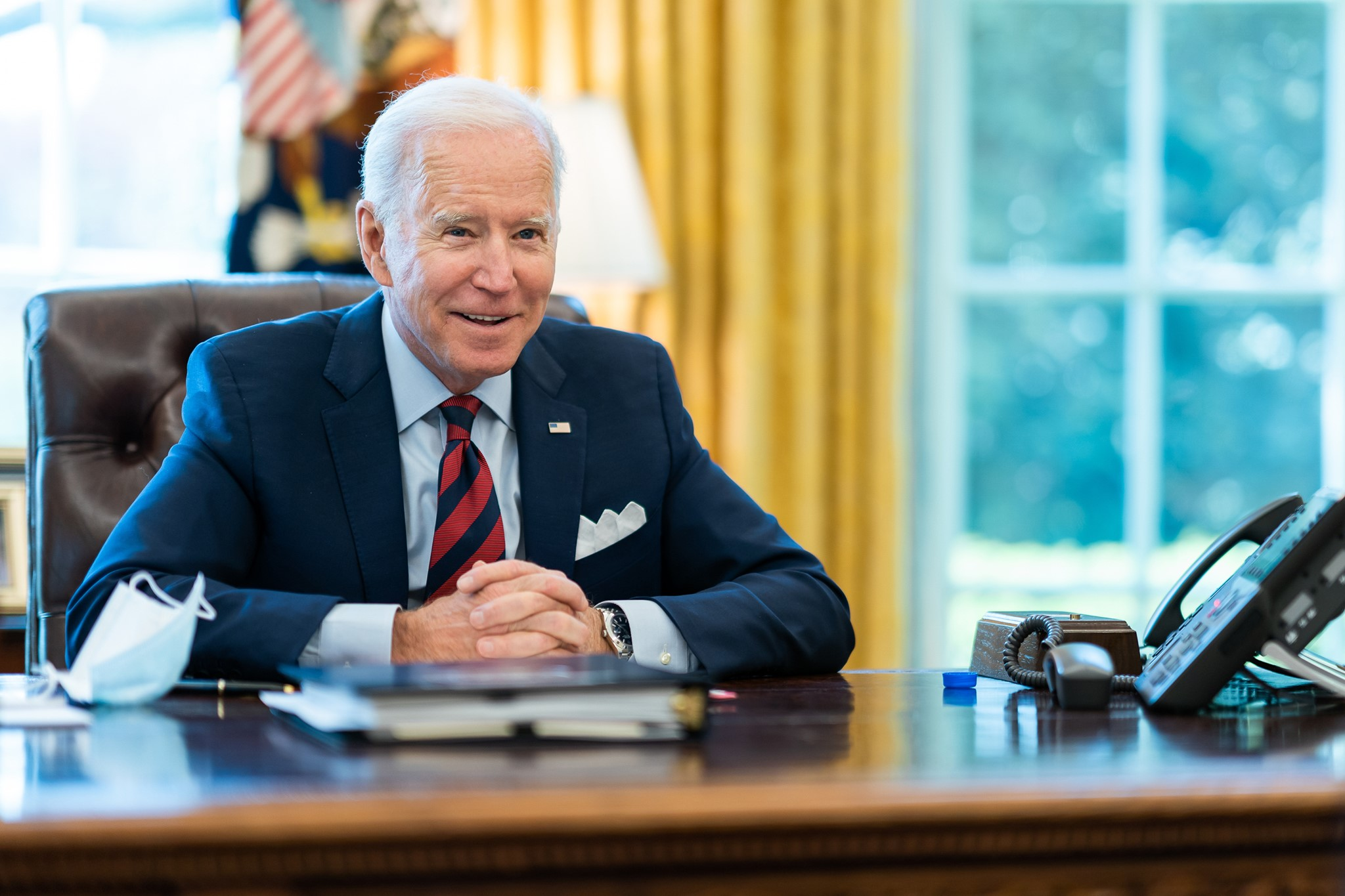
Biden a colloquio con il Re di Giordania Abdullah II

- 7 aprile: Biden tiene un colloquio con il Re Abd Allah II di Giordania[173].

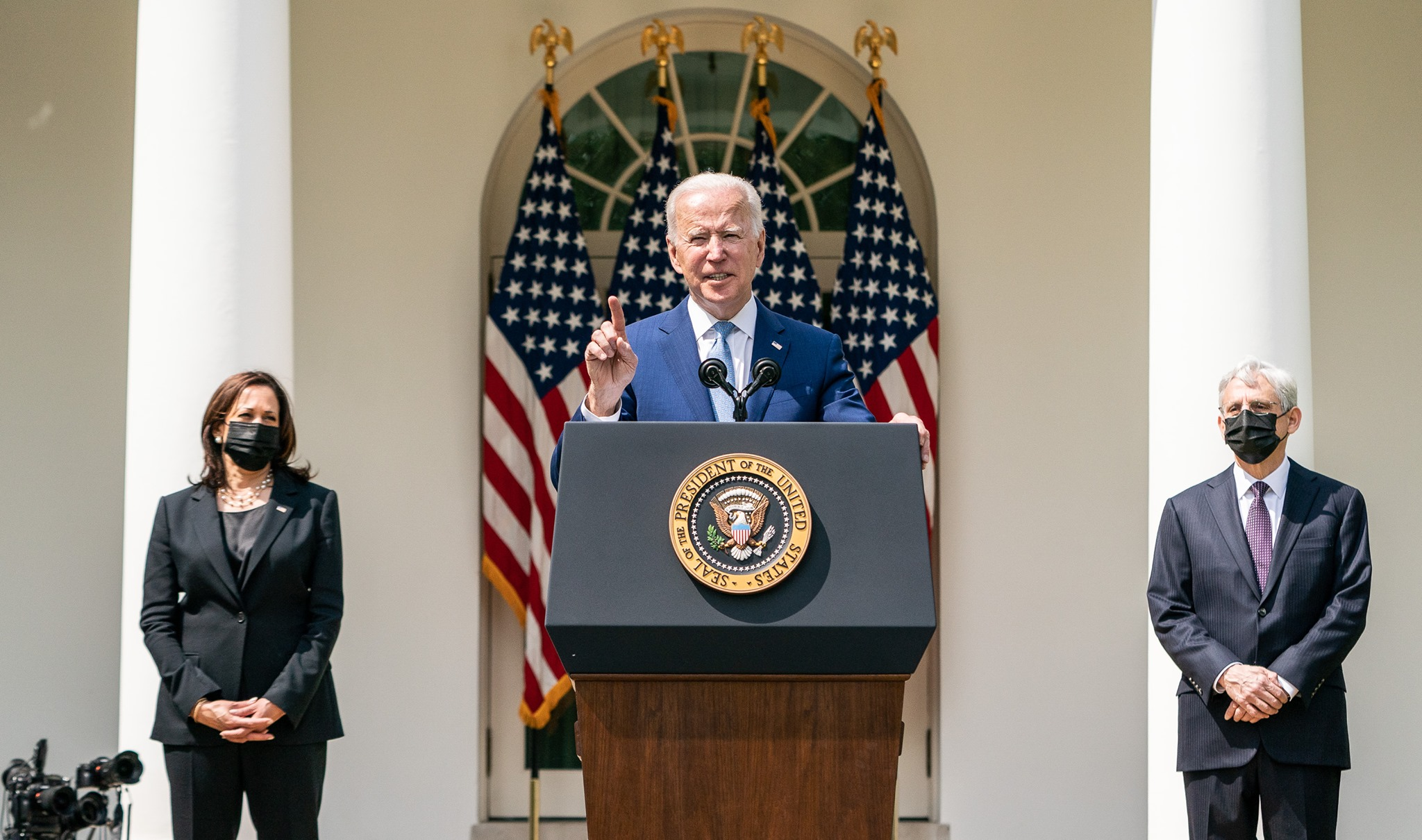
Biden tiene un discorso sul controllo delle armi

- 8 aprile: Biden, dopo una sparatoria avvenuta a Rock Hill (Contea di York, nello stato della Carolina del Sud), definisce l’uso delle armi da fuoco come “un’epidemia” e chiede un rapporto sul traffico di armi negli USA dal 2000[40].
- 9 aprile: 
  - Biden cancella i fondi per l’ampliamento del muro al confine con il Messico[174].
  - Vengono pubblicati i ritratti fotografici ufficiali del Presidente e della Vicepresidente.
  - Biden esprime cordoglio per la scomparsa del Principe Filippo di Edimburgo[175].
- 12 aprile: Biden discute al Congresso sull'American Jobs Plan[176].
- 13 aprile: il Presidente Biden e la First Lady Jill Biden visitano la camera ardente dell'ufficiale di polizia William Evans, ucciso al Campidoglio di Washington. Oltre a loro, numerosi diplomatici e politici mondiali sono accorsi, tra cui il Ministero degli affari esteri e della cooperazione internazionale italiano Luigi Di Maio[177].
- 14 aprile: 
  - Biden ha due colloqui telefonici distinti con il Presidente afghano Ashraf Ghani[178] e con la Cancelliera tedesca Angela Merkel[179].
  - Biden annuncia il ritiro delle truppe statunitensi in Afghanistan entro l'11 settembre 2021 (20 anniversario dagli attentati dell'11 settembre 2001), ponendo così fine alla guerra più lunga mai combattuta dagli Stati Uniti[180].
- 17 aprile: Biden incontra alla Casa Bianca il Primo Ministro giapponese Yoshihide Suga; al termine dell'incontro si è tenuta una conferenza stampa congiunta[181].
- 19 aprile: Biden esprime cordoglio per la scomparsa di Walter Mondale, Vicepresidente degli Stati Uniti dal 1977 al 1981 sotto la Presidenza di Jimmy Carter[182].
- 21 aprile: Biden ha un colloquio telefonico con il Primo Ministro canadese Justin Trudeau[183].

- 22 aprile: inizia il vertice con 40 leader mondiali sull'ambiente e sul clima[184].
- 24 aprile: Biden fa riconoscere ufficialmente agli Stati Uniti il genocidio armeno[185].
- 26 aprile: Biden ha un colloquio telefonico con il Primo Ministro indiano Narendra Modi[186].
- 27 aprile: Biden, in una conferenza stampa nel giardino della Casa Bianca, annuncia che i vaccinati contro il COVID-19 non devono più tenere la mascherina all’aperto[187].
- 28 aprile: 
  - Biden tiene un discorso al Congresso sui suoi primi 100 giorni, sull’American Rescue Plan e sulla riforma della Polizia[188].
  - Biden presenta l'American Families Plan[189].

#### Maggio
- 4 maggio: Biden ha un colloquio telefonico con il Principe di Abu Dhabi Mohammed bin Zayed Al Nahyan[190].
- 5 maggio: il Presidente Biden dichiara il 5 maggio come "giornata della memoria per gli indigeni scomparsi ed assassinati"[191].
- 6 maggio: Biden si dice favorevole alla revoca dei brevetti dei vaccini anti COVID-19, per fare in modo di aumentarne la produzione[192].
- 7 maggio: Biden partecipa al vertice online dei Nove di Bucarest[193].
- 11 maggio: il Presidente Biden incontra i Governatori dei 50 stati degli Stati Uniti[194].Biden durante i colloqui con Netanyahu ed Abbas

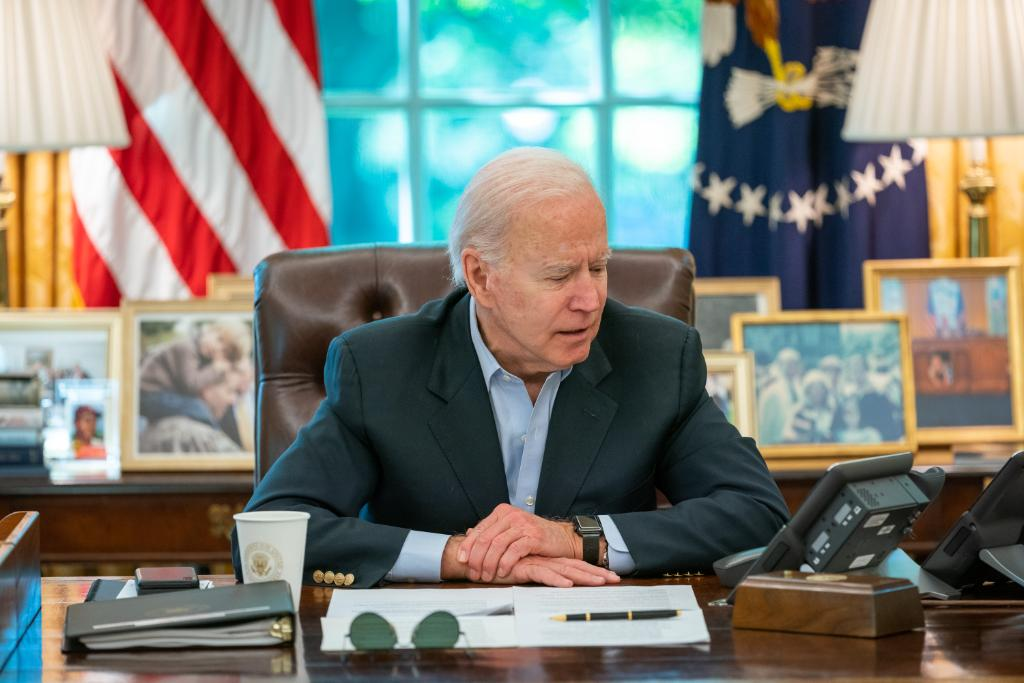
Biden durante i colloqui con Netanyahu ed Abbas

- 15 maggio: Biden ha un colloquio telefonico con il Primo Ministro israeliano Benjamin Netanyahu e il Presidente palestinese Mahmūd Abbās sulla crisi israelo-palestinese, invitando alla pace fra le due nazioni e proponendosi come mediatore[195].
- 18 maggio: il Presidente Biden visita il Ford Rouge Electric Vehicle Center in vista della presentazione dell'auto F-150 Lightning[196].
- 19 maggio: il Presidente Biden tiene un discorso in occasione dell'apertura della US Coast Guard Academy; successivamente trascorre un breve periodo nello stato del Rhode Island, diventando il primo Presidente a farlo da sei anni[197].Biden e il Presidente sudcoreano Moon Jae-in

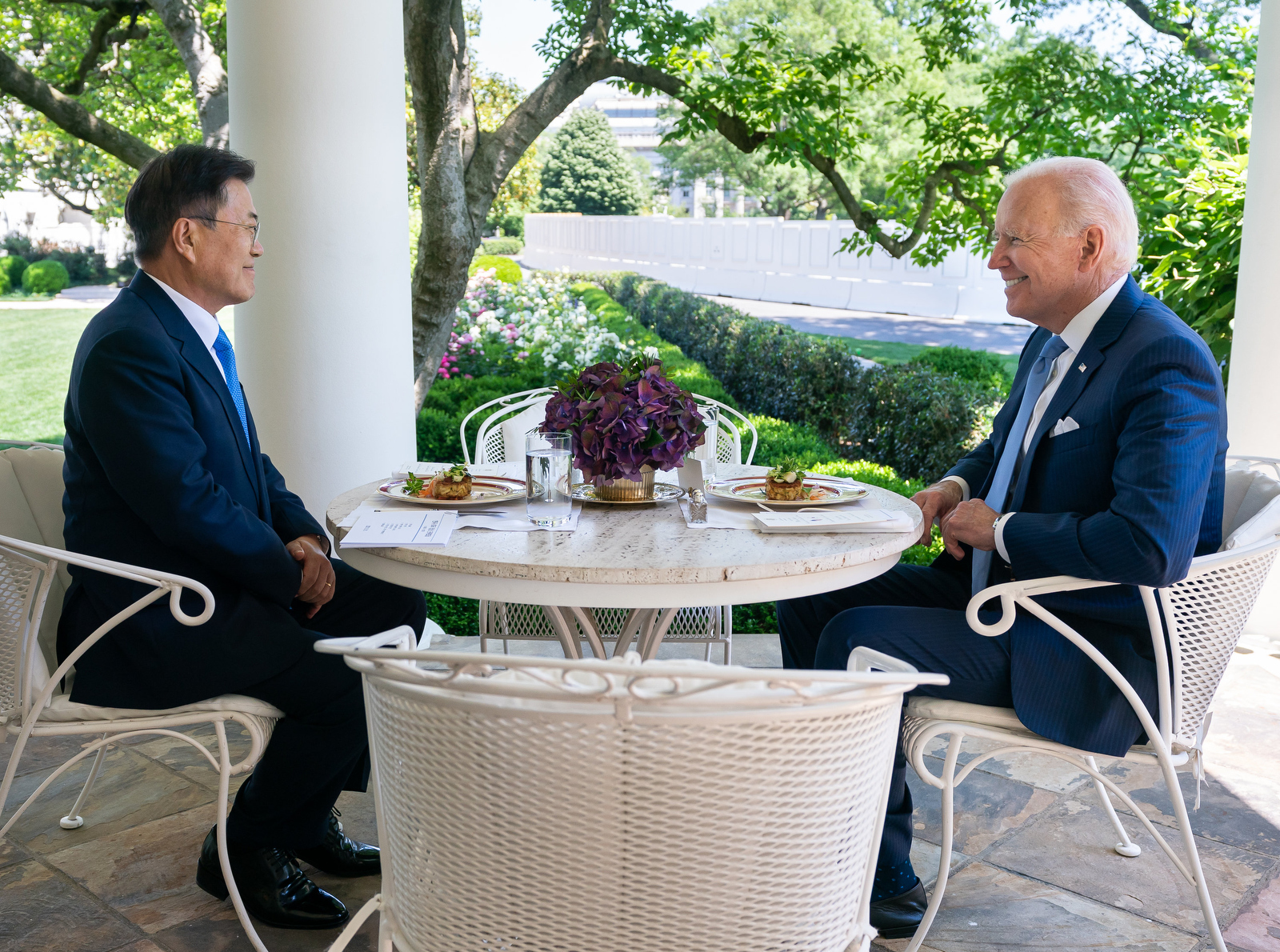
Biden e il Presidente sudcoreano Moon Jae-in

- 21 maggio: Biden e il Presidente sudcoreano Moon Jae-in s'incontrano alla Casa Bianca e tengono una conferenza stampa congiunta[198]; poi, Biden premia con una Medaglia d'Onore il veterano della Guerra di Corea Ralph Puckett, nato l'8 dicembre 1926.
- 24 maggio: Biden firma l'Alaska Tourism Restoration Act[199].
- 25 maggio: Biden riceve alla Casa Bianca i familiari dell'afroamericano George Floyd, ucciso un anno prima a Minneapolis dal poliziotto Derek Chauvin[200].
- 26 maggio: il Presidente Biden apre un'inchiesta per verificare le origini del virus SARS-CoV-2 che causa il COVID-19, ipotizzando anche che sia sfuggito da un laboratorio della città cinese di Wuhan.
- 27 maggio: Biden va nella città di Cleveland per visitare le strutture di stampa 3D del Cuyahonga Community College, pronunciando un discorso sull'economia degli Stati Uniti[201].Biden pone una corona di fiori alla tomba del milite ignoto nel cimitero nazionale di Arlington

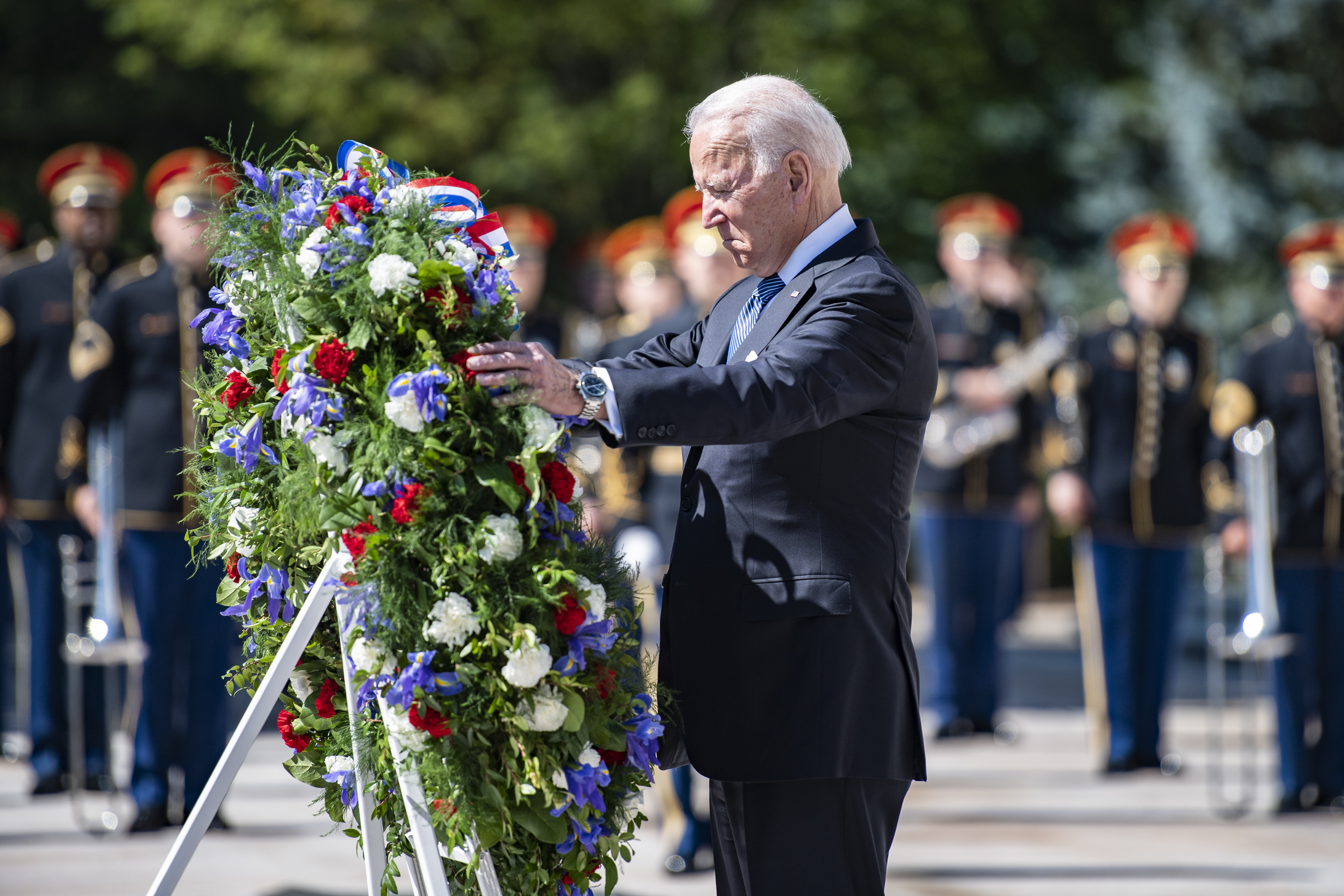
Biden pone una corona di fiori alla tomba del milite ignoto nel cimitero nazionale di Arlington

- 31 maggio: in occasione del Memorial Day, Biden pone una corona di fiori alla tomba del milite ignoto nel Cimitero nazionale di Arlington e tiene un discorso per commemorare i caduti nelle guerre[202].

#### Giugno
- 1º giugno: il Presidente Biden commemora il 100º anniversario del massacro razziale di Tulsa, dicendo che bisogna affrontare alla radice le paure razziali che impediscono la crescita della nazione[203].
- 3 giugno: Biden estende il divieto, emanato dal predecessore Trump, che impone alle aziende statunitensi di non investire in quelle cinesi considerate vicine al PCC[204].
- 9 giugno: Biden parte per la Cornovaglia in vista del G7[205]. È la prima visita ufficiale all'estero di Biden da Presidente.
- 10 giugno: Biden incontra il Primo Ministro britannico Boris Johnson, discutendo a proposito dei rapporti tra Stati Uniti e Regno Unito e la questione nordirlandese[206].

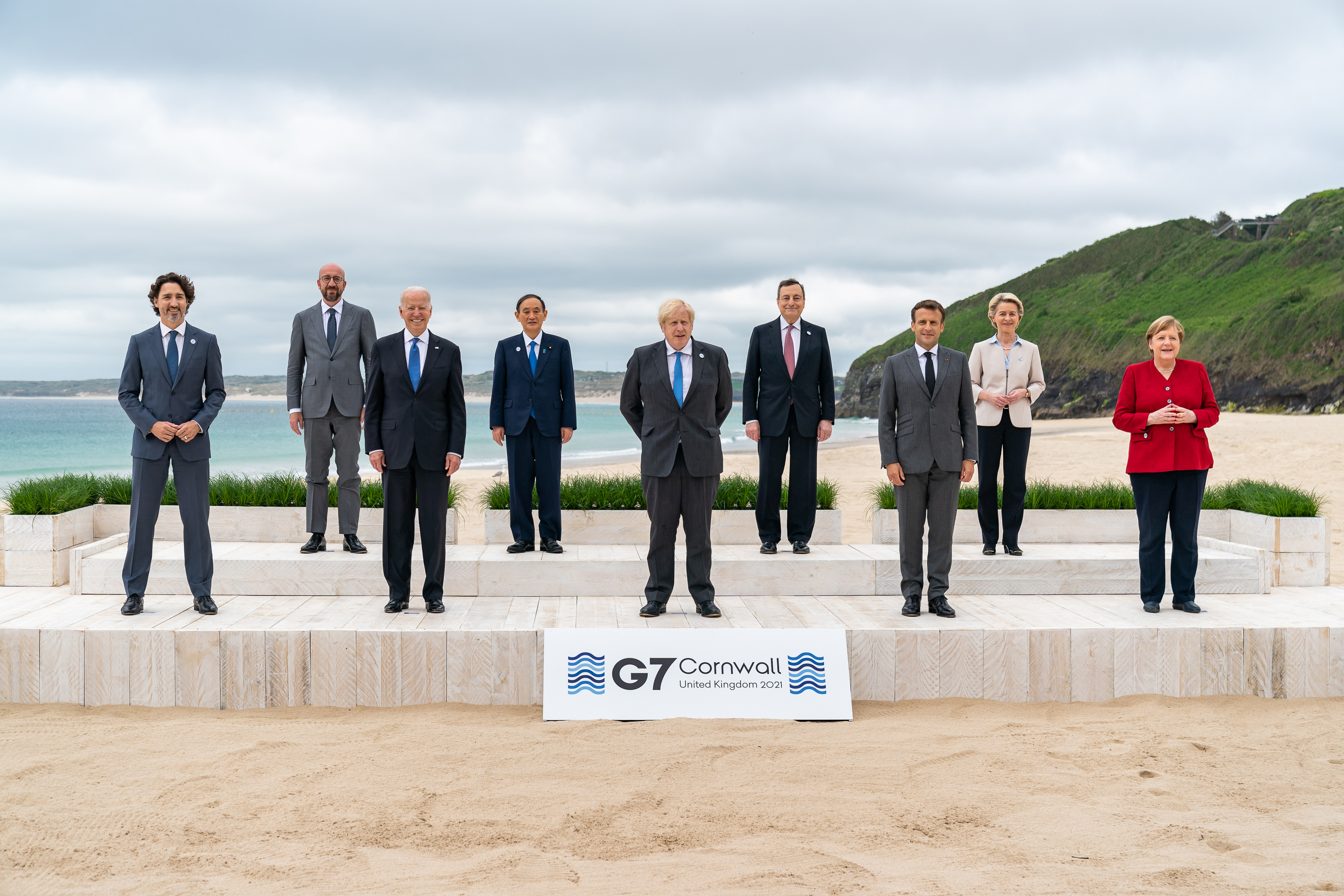
I leader del G7 a Carbis Bay

- 11 giugno: Biden partecipa al G7 a Carbis Bay[207].
- 12 giugno: Biden incontra il Presidente del Consiglio dei Ministri italiano Mario Draghi[208].
- 13 giugno: il Presidente Joe Biden e la First Lady Jill Biden incontrano al castello di Windsor la Regina Elisabetta II[209].
- 14 giugno: Biden partecipa al vertice della NATO a Bruxelles e definisce la Cina come un rischio per la sicurezza”[210].
- 15 giugno: Biden incontra a Ginevra il Presidente svizzero Guy Parmelin ed il suo Vice Ignazio Cassis[211].
- 16 giugno: Biden incontra presso la Villa La Grange a Ginevra il Presidente russo Vladimir Putin e al termine tiene una conferenza stampa[212].
- 17 giugno: Biden firma il disegno di legge che rende Juneteenth l'undicesima festa federale[213].
- 21 giugno: Biden proroga di un anno l'ordine esecutivo che dichiara emergenza nazionale il piano nucleare della Corea del Nord[214].
- 23 giugno: Biden illustra un piano contro la violenza armata[215].
- 24 giugno:
  - Il Presidente Joe Biden annuncia il suo sostegno ad un accordo bipartisan sul piano infrastrutturale dopo l'incontro con i senatori del Partito Repubblicano e Democratico alla Casa Bianca[216].
  - Il Presidente Joe Biden visita Raleigh, nella Carolina del Nord, e parla in un centro vaccinale per incoraggiare i cittadini a fare il vaccino anti-COVID-19[217].

- 25 giugno: 

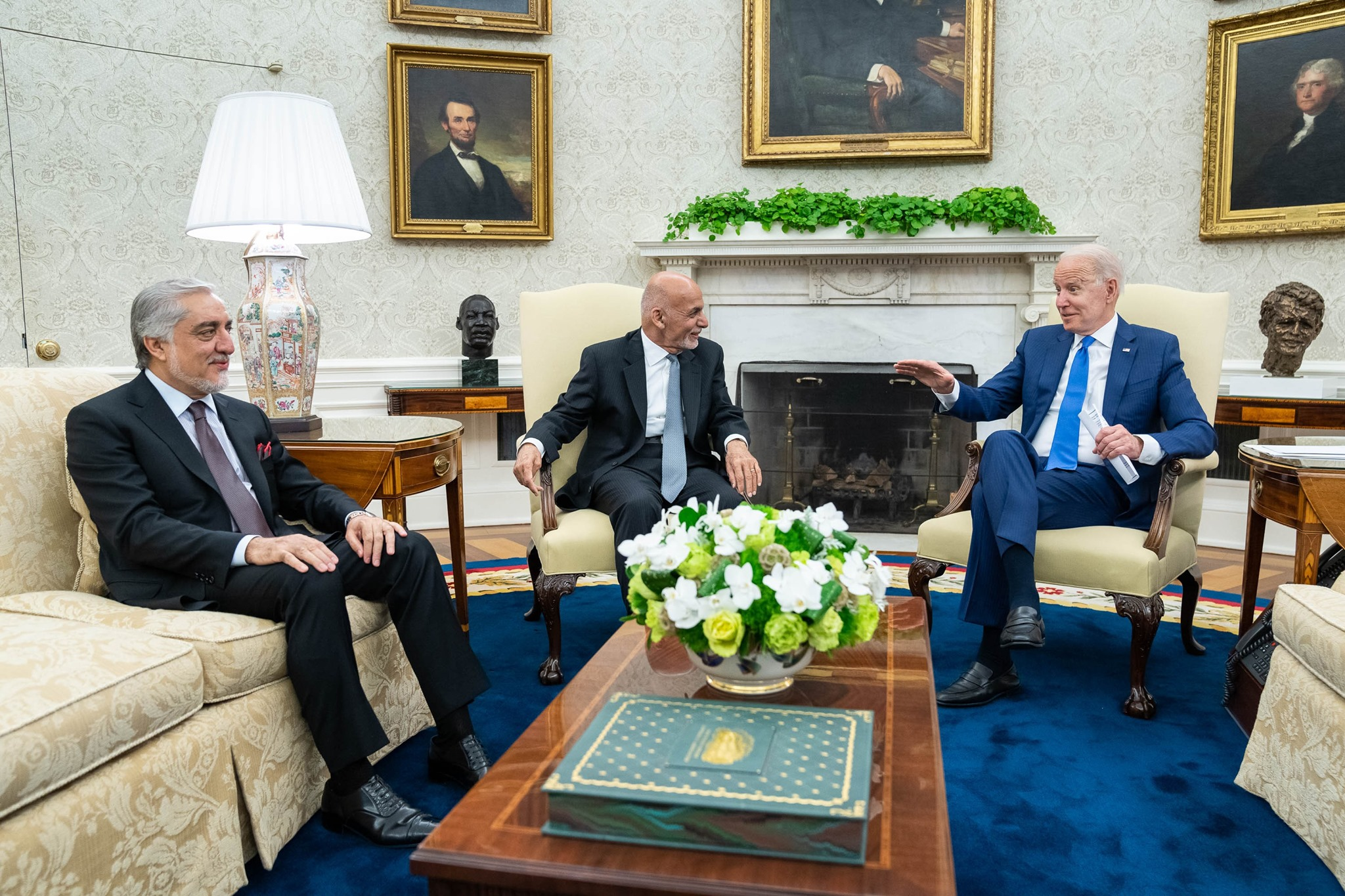
Biden, Ashraf Ghani ed Abdullah Abdullah

  - Il Presidente Joe Biden incontra il presidente afghano Ashraf Ghani ed Abdullah Abdullah alla Casa Bianca[218].
  - Il Presidente Joe Biden firma una legge che designa il nightclub Pulse un luogo commemorativo nazionale, nel quinto anniversario della strage di Orlando[219],
- 28 giugno: Biden ordina attacchi aerei in Siria in seguito a degli attacchi con droni[220].
- 30 giugno:
  - Il Presidente Joe Biden nomina Amy Gutmann ambasciatore degli Stati Uniti in Germania[221].
  - Il Presidente Joe Biden ospita in un incontro virtuale i governatori dei 50 Stati[222].

#### Luglio
- 1º luglio: Joe Biden e la First Lady Jill Biden visitano Surfside (Florida) per esprimere cordoglio alle vittime di un crollo di un condominio che ha causato 98 morti[223].
- 2 luglio:
  - Il Presidente Joe Biden tiene un punto stampa sulla situazione economica e sull'occupazione nel mese di giugno[224].
  - Il Presidente Joe Biden e la Vicepresidente Kamala Harris accolgono alla Casa Bianca i Los Angeles Dodgers per celebrare la loro vittoria nelle World Series 2020[225].
- 4 luglio: festeggiamenti del giorno dell'Indipendenza.
- 6 luglio:
  - Il Presidente Joe Biden tiene un discorso per commemorare i sei mesi dall'attacco a Capitol Hill[226].
  - Il Presidente Joe Biden firma le leggi S.409 ed S.1340[227].
- 7 luglio: Biden reagisce all'assassinio del presidente di Haiti Jovenel Moïse condannandolo come un "attacco efferato" ed ha inviato condoglianze e auguri al popolo di Haiti e alla First Lady Martine Moïse rimasta ferita nell'attentato[228].

- 8 luglio: Biden annuncia che la fine della guerra in Afghanistan è prevista per il 31 agosto[229].
- 9 luglio:  Biden firma un ordine esecutivo che promuove una maggiore concorrenza nell'economia[230].L'incontro tra Biden e la Merkel

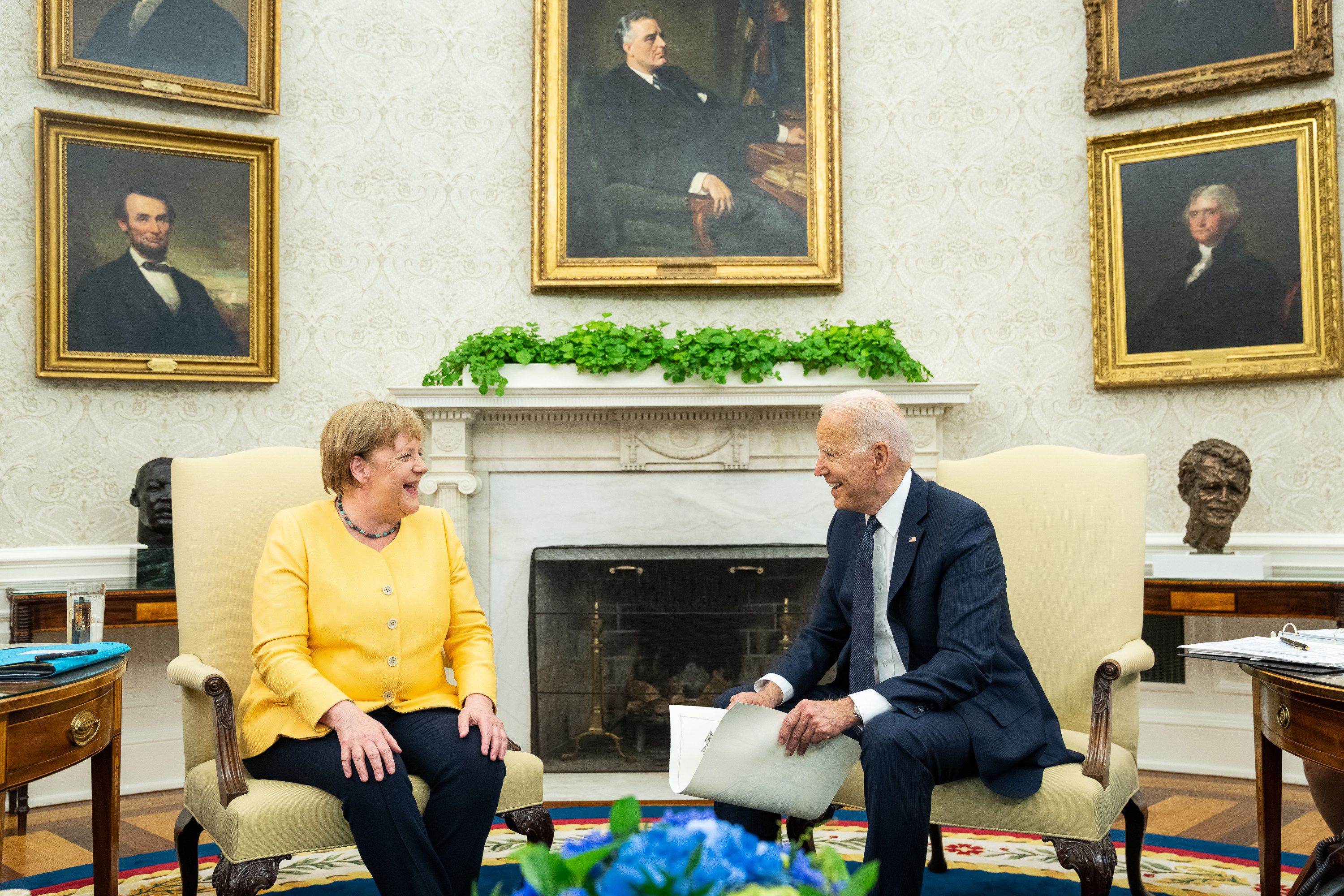
L'incontro tra Biden e la Merkel

- 15 luglio: Biden incontra alla Casa Bianca la cancelliera tedesca Angela Merkel[231].
- 16 luglio: Biden partecipa al suo primo vertice APEC come Presidente, presieduto dal Primo Ministro neozelandese Jacinda Ardern[232].
- 19 luglio: Biden incontra alla Casa Bianca il Re Abd Allah II di Giordania[233].
- 20 luglio:
  - Il Presidente Biden Joe Biden accoglie alla Casa Bianca i Tampa Bay Buccaneers per celebrare la loro vittoria nel Super Bowl LV; Biden ha inoltre ricevuto in regalo una maglia su misura della squadra con il suo cognome ed il numero di presidenza[234].
  - Gli Stati Uniti commettono un attacco con droni contro i militanti di Al-Shabaab vicino alla città somala di Gallacaio; essa è la prima azione militare in Somalia durante l'amministrazione Biden[235].
- 22 luglio: Biden firma il Crime Victims Fund Act[236].
- 23 luglio: L'ambasciatrice degli Stati Uniti all'ONU Linda Thomas-Greenfield interrompe la sua visita di stato ad Haiti dopo gli spari ai funerali dell'assassinato presidente Jovenel Moïse[237].
- 26 luglio: Biden incontra alla Casa Bianca il Primo Ministro iracheno Mustafa Al-Kadhimi[238].
- 28 luglio: Biden incontra Svjatlana Cichanoŭskaja, la principale candidata dell'opposizione alle elezioni presidenziali bielorusse del 2020[239].
- 29 luglio: Biden non proroga la moratoria federale sugli sfratti, in scadenza il 31 luglio[240][241].

#### Agosto
- 2 agosto: due giorni dopo la scadenza della moratoria federale per gli sfratti, l'amministrazione Biden ha esortato i proprietari a sospendere gli sfratti e ha invitato gli stati e le città a definire le proprie politiche per mantenere gli affittuari nelle case[241] ed è stata chiesta alla CDC una moratoria più ridotta, che però è stata rifiutata per mancanza di validità legale[242].
- 3 agosto: Biden invita il Governatore di New York Andrew Cuomo a rassegnare le proprie dimissioni in seguito ad accuse di molestie sessuali[243].
- 4 agosto: Biden nomina Mark Brzezinski come ambasciatore degli Stati Uniti in Polonia[244].
- 5 agosto: Biden onora i membri della polizia del Campidoglio e del Dipartimento di Polizia metropolitano di Washington che hanno difeso il Campidoglio la mattina del 6 gennaio assegnando loro medaglie d'oro del Congresso; inoltre ha esortato il Paese a non riscrivere la storia dell'assalto al Campidoglio[245].
- 6 agosto:
  - Il Presidente Joe Biden tiene un punto stampa sulla situazione economica e sull'occupazione nel mese di luglio[246].
  - Il Presidente Joe Biden si ritira in vacanza a Wilmington (Delaware), sua città di residenza
- 8 agosto: Biden invia bombardieri Boeing B-52 Stratofortress per attaccare i talebani in Afghanistan dopo la cattura da parte loro di due grandi città del Paese[247].
- 10 agosto: il Senato approva l'Infrastructure Investment and Jobs Act con 69 voti favorevoli e 31 voti contrari[248].
- 11 agosto: Biden va in vacanza a Camp David[249].

- 16 agosto: dopo la caduta di Kabul, Biden ritorna a Washington e tiene la sera stessa un discorso alla Nazione definendo la capitolazione dell'Afghanistan come "più veloce del previsto"[250][251].

- 18 agosto:

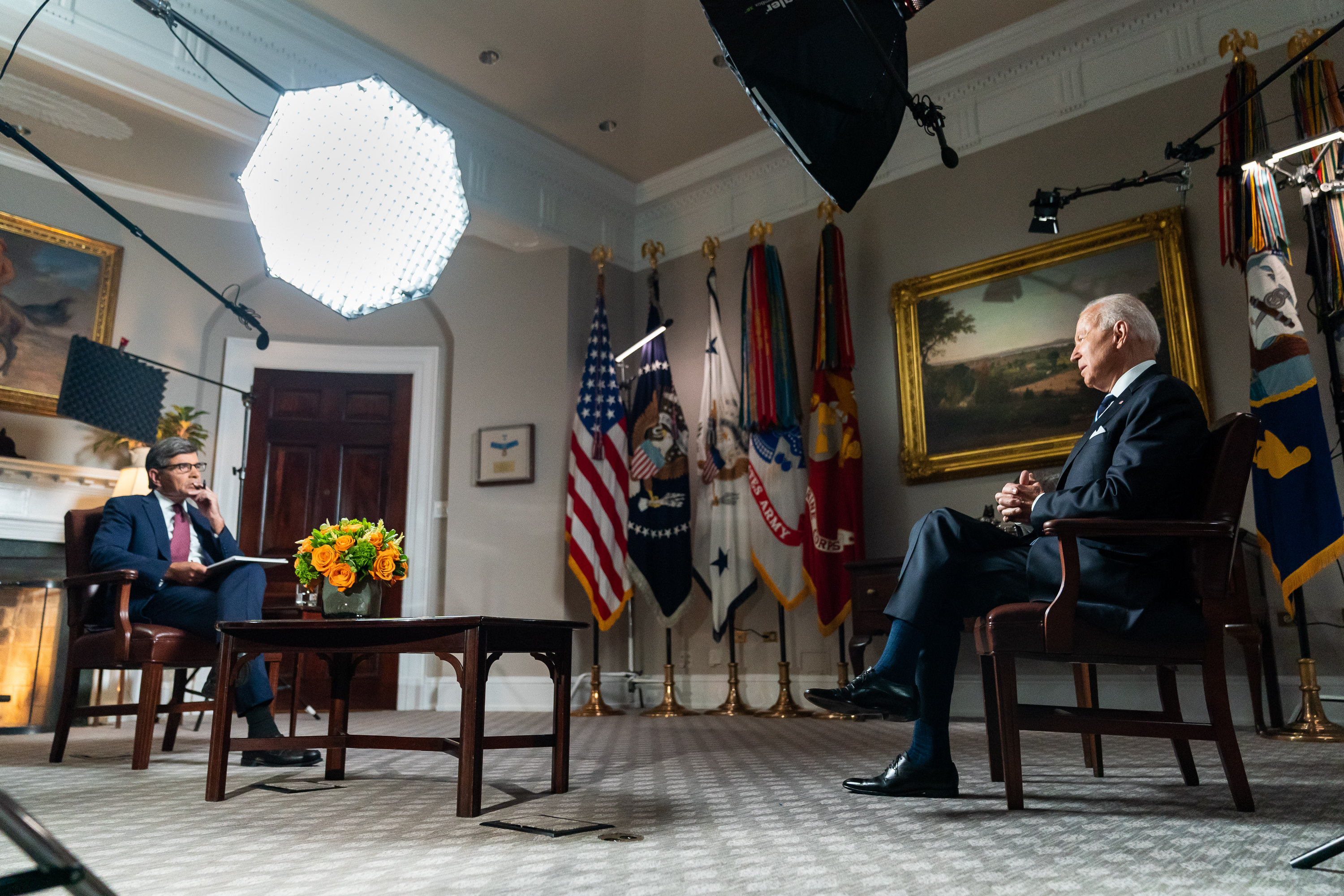
Biden intervistato da George Stephanopoulos sull'Afghanistan nella Roosevelt Room della Casa Bianca

  - Il Presidente Joe Biden viene intervistato dal giornalista George Stephanopoulos, parlando principalmente dell'evacuazione delle truppe dall'Afghanistan
  - Viene introdotta la vaccinazione anti-COVID-19 obbligatoria per il personale delle case di cura[252]

- 20 agosto: Biden tiene un secondo discorso alla Nazione riguardo l'evacuazione delle truppe dall'Afghanistan[253].
- 22 agosto:
  - Il Presidente Joe Biden annuncia che le truppe statunitensi potrebbero rimanere in Afghanistan oltre il termine previsto del 31 agosto e che 11.000 persone sono state evacuate nelle 36 ore precedenti[254].
  - La Vicepresidente Kamala Harris arriva a Singapore per una visita di Stato nel sud-est asiatico[255].
- 23 agosto: Biden accoglie alla Casa Bianca le Seattle Storm per celebrare la vittoria nella stagione WNBA 2020 ed ha ricevuto in regalo una maglia su misura della squadra con il suo cognome e numero di presidenza[256].
- 24 agosto:
  - La Vicepresidente Kamala Harris conclude la visita di Stato a Singapore[257].
  - Il Presidente Biden annuncia che non prorogherà la scadenza del 31 agosto per il ritiro delle truppe dall'Afghanistan[258]
  - La Corte Suprema stabilisce che l'amministrazione Biden deve ripristinare la politica del “Remain in Mexico”[259].
- 25 agosto:  La Vicepresidente Kamala Harris arriva in visita di Stato in Vietnam nell'ambito di un tour diplomatico del Sud-est asiatico; nell’occasione, Harris ha annunciato il lancio di un nuovo ufficio CDC nel paese[260].

- 26 agosto: Biden parla per la terza volta alla Nazione dopo la morte di 103 persone, tra cui 13 membri di servizio degli Stati Uniti, in una serie di attacchi terroristici all’aeroporto internazionale Hamid Karzai, affermando inoltre che le evacuazioni continueranno nonostante gli attentati[261].
- 27 agosto: Biden incontra alla Casa Bianca il Primo Ministro israeliano Naftali Bennett[262].
- 29 agosto: il Presidente Joe Biden e la First Lady Jill Biden partecipano presso la base aeronautica di Dover all’arrivo solenne delle truppe cadute negli attacchi all'aeroporto di Kabul del 2021[263].
- 30 agosto:
  - Il Dipartimento della Difesa annuncia l’esecuzione di un attacco con droni militari contro un veicolo che trasportava esplosivi a Kabul, in Afghanistan[264].
  - Il generale Frank McKenzie, capo del comando centrale degli Stati Uniti, annuncia che gli ultimi bombardieri Boeing C-17 Globemaster III hanno lasciato l'aeroporto internazionale Hamid Karzai intorno alle 15:29 (ora di Washington DC)[265].

- 31 agosto:
  - Il Senato approva all'unanimità l'Emergency Repatriation Assistance for Returning Americans Act, una legge che aumenta i finanziamenti di emergenza per i cittadini statunitensi che lasciano l'Afghanistan[266].
  - Il Presidente Joe Biden difende la sua decisione di ritirare le truppe dall'Afghanistan in un discorso alla Nazione[267].

#### Settembre
- 1º settembre: Biden incontra alla Casa Bianca il Presidente ucraino Volodymyr Zelens'kyj[268].
- 2 settembre: Biden tiene un punto stampa per illustrare gli sforzi contro l’uragano Ida[269].
- 3 settembre:
  - Il Presidente Joe Biden firma un ordine esecutivo che ordina la declassificazione dei documenti relativi agli attacchi dell'11 settembre[270].
  - Il Presidente Joe Biden illustra i dati sull’economia e sull’occupazione nel mese di agosto[271].
  - Il Presidente Joe Biden visita la Louisiana per constatare i danni dell'uragano Ida[272].
- 7 settembre: Biden visita le zone colpite dall’uragano Ida negli Stati di New Jersey e New York e al termine tiene un discorso sull’uragano e i cambiamenti climatici[273].
- 8 settembre: Kamala Harris va in California per supportare Gavin Newsom alle elezioni straordinarie di conferma del 14 settembre[274].
- 9 settembre: 
  - Il Presidente Joe Biden annuncia il "Path out of the Pandemic", un piano che sostanzialmente introduce l’obbligo vaccinale per i dipendenti federali e le aziende con più di 100 dipendenti o in alternativa testa ogni settimana[275].
  - Il Presidente Joe Biden ha un colloquio telefonico con il leader cinese Xi Jinping[276].
- 11 settembre: a New York, Joe Biden e gli ex Presidenti viventi partecipano alle commemorazioni del 20º anniversario degli attentati dell'11 settembre 2001[277].
- 13 settembre: 
  - Il Presidente Joe Biden va in California per supportare Gavin Newsom alle elezioni straordinarie di conferma del 14 settembre[278].
  - Il Presidente Joe Biden tiene un discorso sulla stagione degli incendi boschivi, sui cambiamenti climatici e sui danni causati dall'incendio di Caldor nei pressi del lago Tahoe[279].
- 14 settembre: il Segretario di Stato Anthony Blinken difende il ritiro dall'Afghanistan, affermando che l’amministrazione ha ereditato una scadenza della precedente amministrazione[280].
- 15 settembre:
  - Il Presidente Joe Biden ospita un vertice trilaterale virtuale dell'AUKUS con il Primo Ministro britannico Boris Johnson e il Primo Ministro australiano Scott Morrison per annunciare che gli Stati Uniti condivideranno la loro tecnologia sottomarina nucleare con l'Australia[281].
  - Il presidente Biden incontra gli amministratori delegati di The Walt Disney Company, Columbia Sportswear, Microsoft, Walgreens Boots Alliance e Fox News per la fornitura vaccini ai dipendenti[282].
- 16 settembre: il giudice della Corte distrettuale degli Stati Uniti Emmet G. Sullivan impedisce all'amministrazione Biden di utilizzare il Titolo 42, una legge emanata dall’amministrazione Trump che autorizzava ad espellere le famiglie di migranti dall'arrivo al confine meridionale degli Stati Uniti; la sentenza è entrata in vigore dopo 14 giorni[283].
- 17 settembre: il presidente Biden esorta i leader mondiali a trovare una politica sul cambiamento climatico in quanto, secondo lui, farebbe bene all'economia[284]
- 20 settembre: 
  - La portavoce Jen Psaki, durante una conferenza stampa, risponde alle domande dei giornalisti riguardo la vicenda dei migranti haitiana inseguiti con la frusta da parte di agenti di confine nei pressi della frontiera di Del Rio (Texas)[285].
  - Il presidente Biden incontra il segretario generale delle Nazioni Unite António Guterres[286].

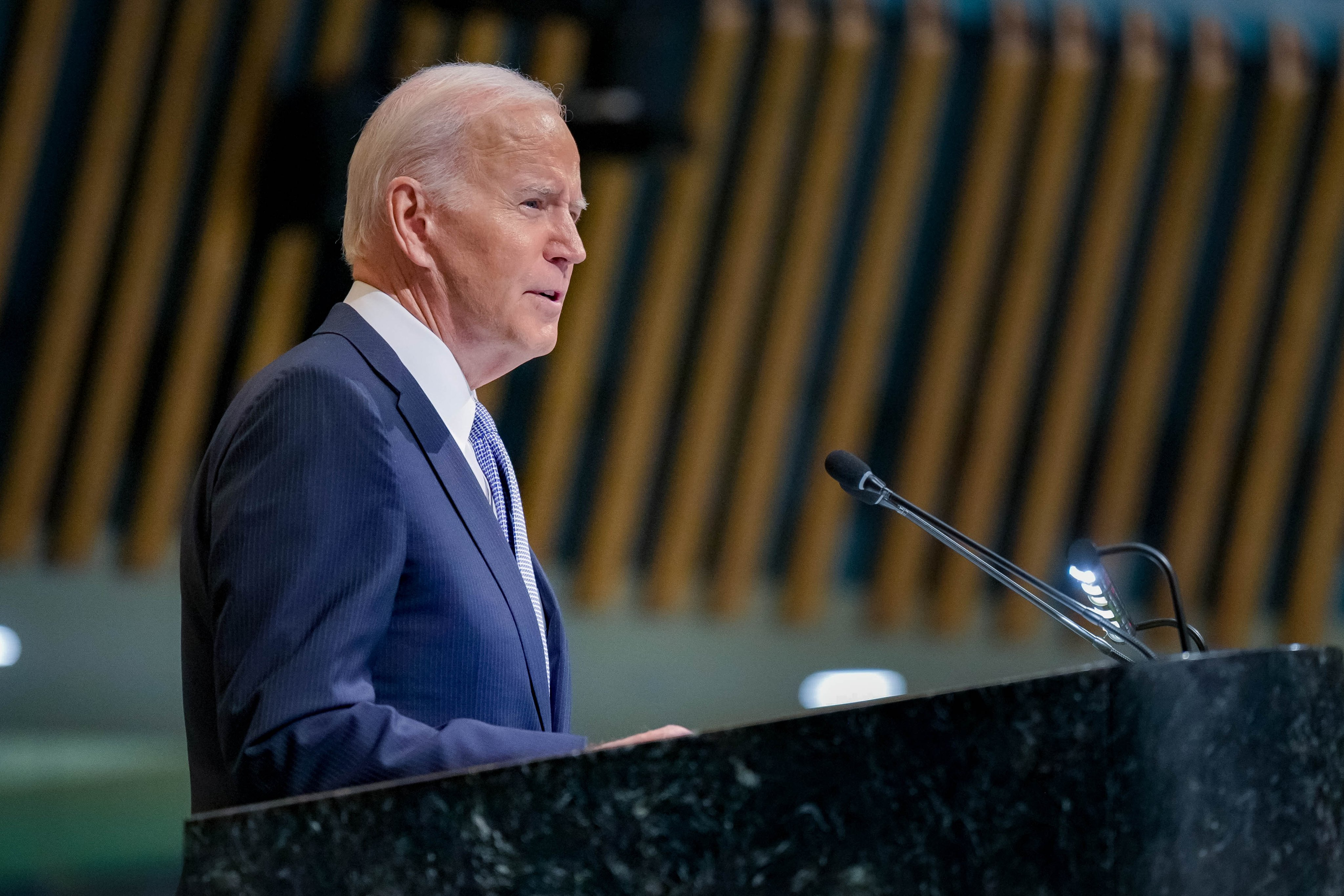
Biden all'assemblea generale dell'ONU

- 21 settembre: il presidente Biden tiene il suo primo discorso all'assemblea generale delle Nazioni Unite[287].
- 22 settembre: la vicepresidente Harris incontra il primo ministro britannico Johnson[288].
- 23 settembre: la vicepresidente Harris incontra il presidente del Zambia Hakainde Hichilema, il presidente del Ghana Nana Akufo-Addo e il primo ministro indiano Narendra Modi[289].
- 24 settembre:
  - il presidente Biden incontra alla Casa Bianca il primo ministro indiano Narendra Modi[290]
  - Biden tiene un colloquio con i leader del Dialogo quadrilaterale di sicurezza[291].
- 30 settembre: il presidente Biden firma un decreto che prolunga i finanziamenti alla pubblica amministrazione degli Stati Uniti fino al 3 dicembre evitando lo shutdown nazionale[292].

#### Ottobre
- 1º ottobre: il presidente Biden si reca al Campidoglio per tentare di sanare le fratture all'interno del partito Democratico riguardo all'approvazione del piano bipartisan sulle infrastrutture[293].
- 4 ottobre: il presidente Biden afferma che, se i partiti Democratico e Repubblicano non dovessero collaborare per l'approvazione del piano infrastrutturale, il bilancio pubblico sforerebbe il tetto del debito di oltre 240 miliardi di dollari[294].
- 5 ottobre:
  - Il presidente Biden si reca in Michigan dove tiene un discorso per illustrare le proprie proposte di spesa, aggiungendo che gli oppositori di queste proposte sarebbero "complici del declino dell'America"[295].
  - Il Senato degli Stati Uniti approva la nomina da parte di Biden di Damian Williams come procuratore per il distretto meridionale di New York, rendendolo il primo afroamericano a detenere tale carica[296].
- 6 ottobre:
  - Il leader della minoranza al Senato Mitch McConnell offre una sospensione a breve termine del blocco del debito fino a quando i Democratici non saranno in grado di approvare una soluzione permanente[297].
  - Joe Biden incontra gli amministratori delegati di diverse grandi banche per discutere sul tetto del debito[298].
- 8 ottobre: il presidente Joe Biden firma una serie di decreti sull'aumento del supporto per i dipendenti pubblici che soffrono della sindrome dell'Avana[299], sul ripristino delle Bear Ears e della Great Staircase come monumenti nazionali[300], sull'istituzione dell'Indigenous Peoples' Day come festa nazionale[301] e sul rigetto della proposta dell'ex presidente Donald Trump a proposito dell'istituzione del privilegio amministrativo sui documenti relativi all'assalto al Campidoglio del 6 gennaio[302].
- 12 ottobre:
  - Joe Biden proroga per un anno il Foreign Narcotics Kingpin Designation Act[303].
  - Kamala Harris incontra il ministro degli esteri israeliano Yair Lapid[304].
  - L'amministrazione Biden annuncia l'abbandono della politica degli arresti di massa degli immigrati irregolari nei cantieri, concentrandosi piuttosto, stando alle parole del segretario Blinken, sui datori di lavoro "senza scrupoli"[305].
- 13 ottobre:
  - Il presidente Biden firma le leggi HR 2278 che unisce sotto un unico ente il National Memorial Trail dell'11 settembre con il National September 11 Memorial & Museum, il National 9/11 Pentagon Memorial e il Flight 93 National Memorial e il decreto S. 848, che modifica il processo di verifica dell'obbligo di servizio per i beneficiari del TEACH Grant[306].
  - L'amministrazione Biden annuncia la creazione entro il 2025 di nuovi impianti eolici offshore[307]
  - Il vicepresidente Harris incontra il primo ministro barbadiano Mia Mottley[308].
- 14 ottobre: 
  - il presidente Biden incontra alla Casa Bianca il presidente keniota Uhuru Kenyatta[309].
  - L'amministrazione Biden annuncia la ripresa della politica Remain in Mexico[310].
- 15 ottobre:
  - Joe Biden chiama l'ex presidente Bill Clinton a causa del suo ricovero per un'infezione.
  - Biden visita il Capitol Child Development Center di Hartford (Connecticut) per promuovere la Build Back Better agenda e l'Università del Connecticut per presentare la sua legge sulle infrastrutture e ridedicare il Dodd Center for Human Rights[311].

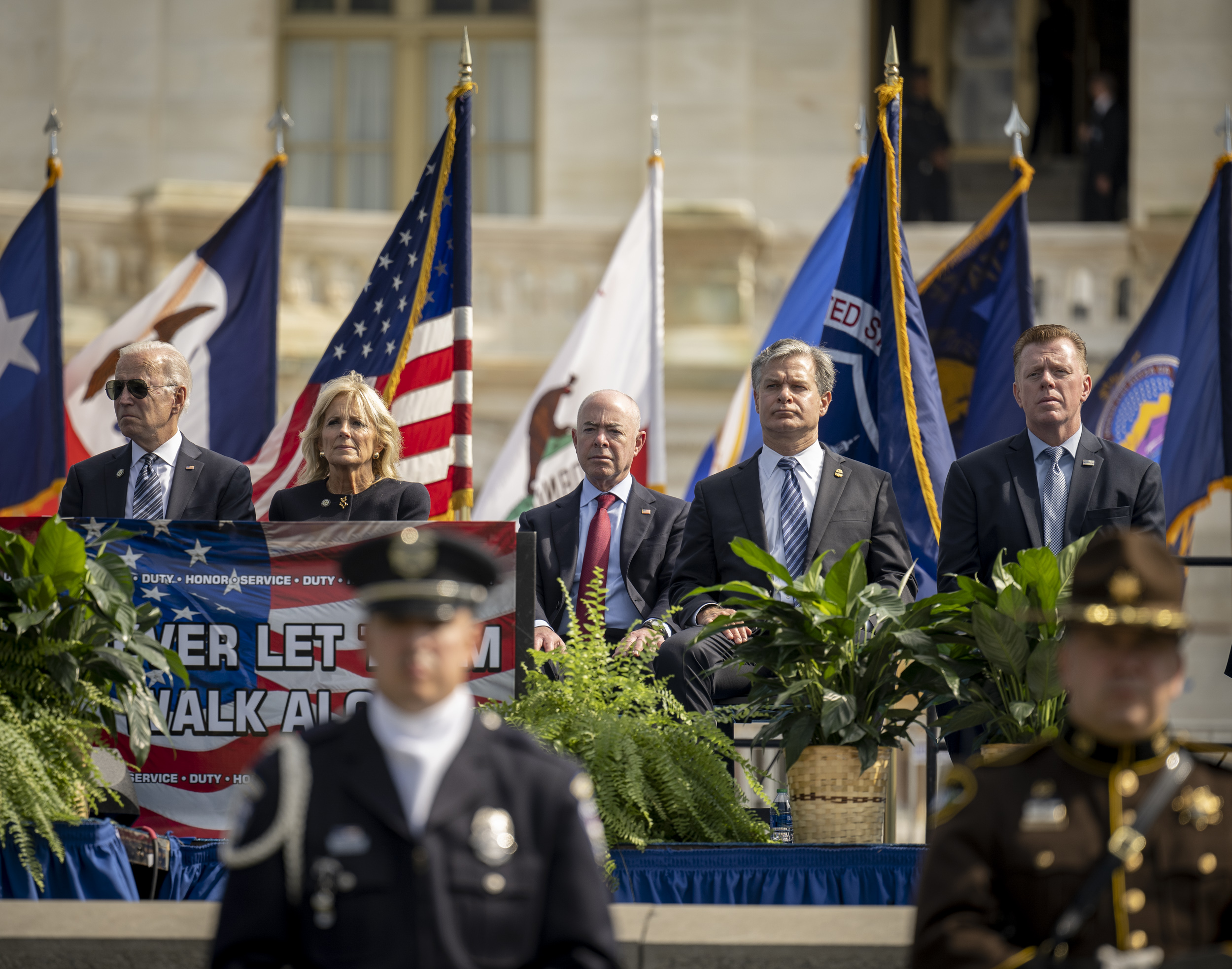
La commemorazione dei caduti in occasione del 40° National Police Officers' Memorial Service

- 16 ottobre: il presidente Biden e la First Lady Jill Biden omaggiano al Campidoglio di Washington i caduti statunitensi.
- 18 ottobre:
  - il presidente Biden esprime cordoglio per la morte dell'ex segretario di Stato Colin Powell[312].
  - Alla Casa Bianca Joe Biden e la First Lady celebrano il National Teachers Day.
  - L'inviato in Afghanistan Zalmay Khalilzad rassegna le proprie dimissioni[313].
- 19 ottobre: il presidente Biden proroga a febbraio 2022 la scadenza del Fentanyl Sanctions Act per la lotta al traffico di oppioidi sintetici[314] e firma un ordine esecutivo con l'obiettivo di ridurre le disuguaglianze razziali all'interno del sistema educativo nazionale[315].
- 20 ottobre: Biden tiene a Scranton un discorso sul piano bipartisan delle infrastrutture[316].
- 21 ottobre:
  - Biden partecipa, nella città di Baltimora, a una CNN town hall presentata da Anderson Cooper condannando l'OPEC per l'aumento del prezzo del gas[317].
  - ll presidente Biden e la vicepresidente Harris commemorano il decimo anniversario del Martin Luther King Jr memorial[318].
- 22 ottobre: Il presidente Biden ritarda la pubblicazione di documenti relativi all'assassinio di John Fitzgerald Kennedy, motivandolo come causato da problemi logistici relativi agli effetti della pandemia[319].
- 25 ottobre: Il presidente Biden si reca nel New Jersey per promuovere la sua agenda economica, affermando che il disegno di legge sulle infrastrutture serve per "ricostruire le arterie d'America"[320].
- 26 ottobre: il presidente Biden partecipa al vertice US-ASEAN presieduto dal Brunei[321].
- 27 ottobre: il presidente Biden commemora le vittime della sparatoria alla sinagoga di Pittsburgh in occasione del terzo anniversario dell'accaduto.

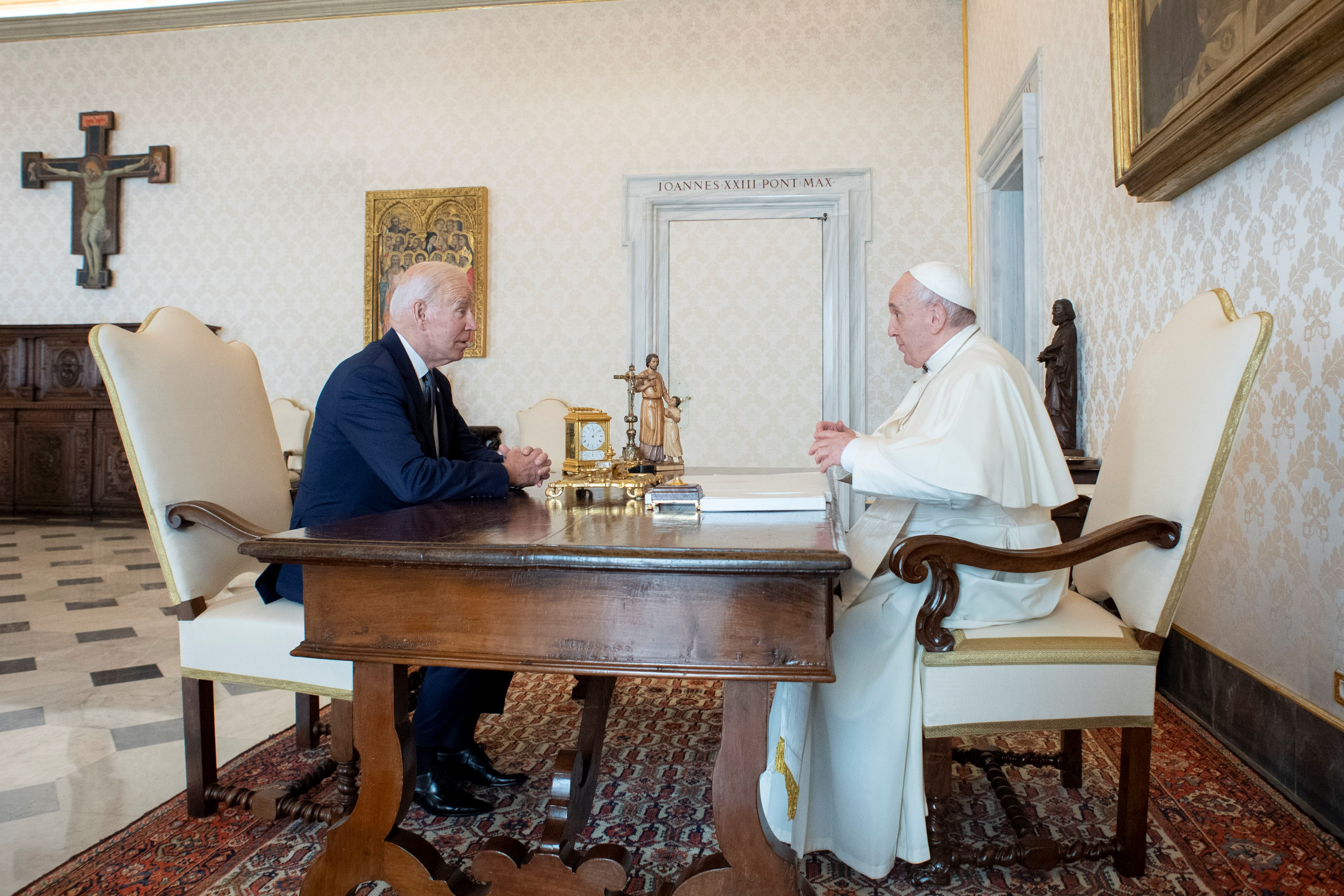
Il Papa riceve in udienza Joe Biden

- 29 ottobre: il presidente Biden e la First Lady Jill Biden si recano a Roma per incontrare in Vaticano Papa Francesco, il presidente del Consiglio Mario Draghi, il presidente della Repubblica Sergio Mattarella[322][323] e il presidente francese Emmanuel Macron[324].
- 30 ottobre: Biden partecipa al G20 di Roma presieduto da Mario Draghi[325].
- 31 ottobre: Biden incontra a margine del G20 il presidente turco Recep Tayyip Erdogan e la presidente della Commissione Europea Ursula von der Leyen[326][327].

### 2022

#### Febbraio
Dall'inizio del mese di febbraio si è iniziata la crisi diplomatica tra la presidenza russa di Putin e l'amministrazione Biden per la crisi in Ucraina.

## Indice di gradimento

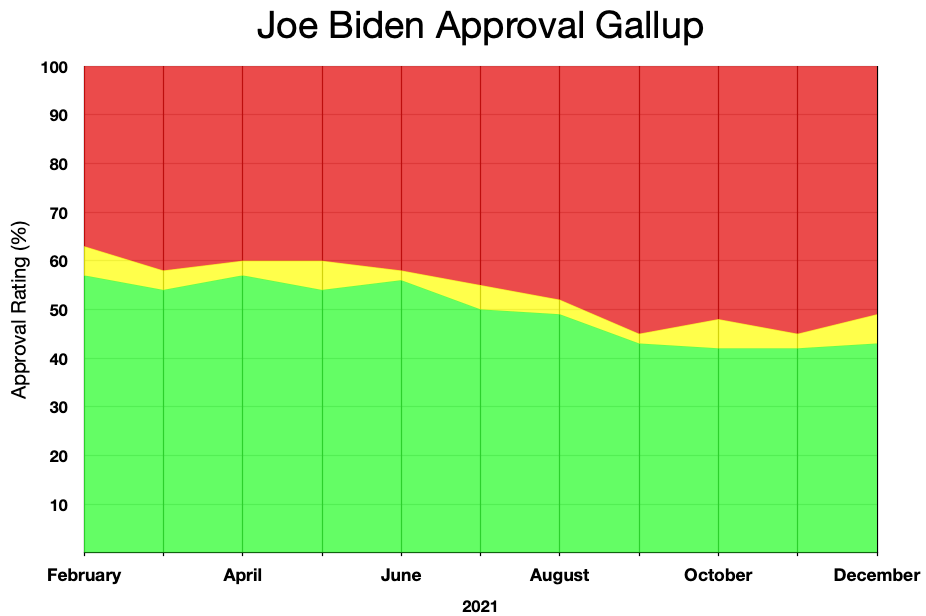
Indice di gradimento rilevato da Gallup